# Möhnetalsperre
Die Möhnetalsperre gehört zu den größten Talsperren in Deutschland und ist nach der Seeoberfläche die größte in Nordrhein-Westfalen (siehe Liste). Im Naturpark Arnsberger Wald, zwischen Soest im Norden und Arnsberg im Süden, staut sie seit 1913 mit einer Gewichtsstaumauer die Flüsse Möhne und Heve zum Möhnesee. Dieser erstreckt sich südlich des Haarstrangs in Ost-West-Richtung durch die nach ihm benannte Gemeinde und besitzt unterhalb der Sperrmauer einen Ausgleichsweiher für das Wasserkraftwerk. Der Ruhrverband als heutiger Eigentümer und Betreiber der Talsperre hat im Sauerland sieben weitere Talsperren, mit denen im Wesentlichen die Stabilisierung und Erhöhung der Niedrigwasserführung der Ruhr vorgenommen wird.

## Planung und Bau

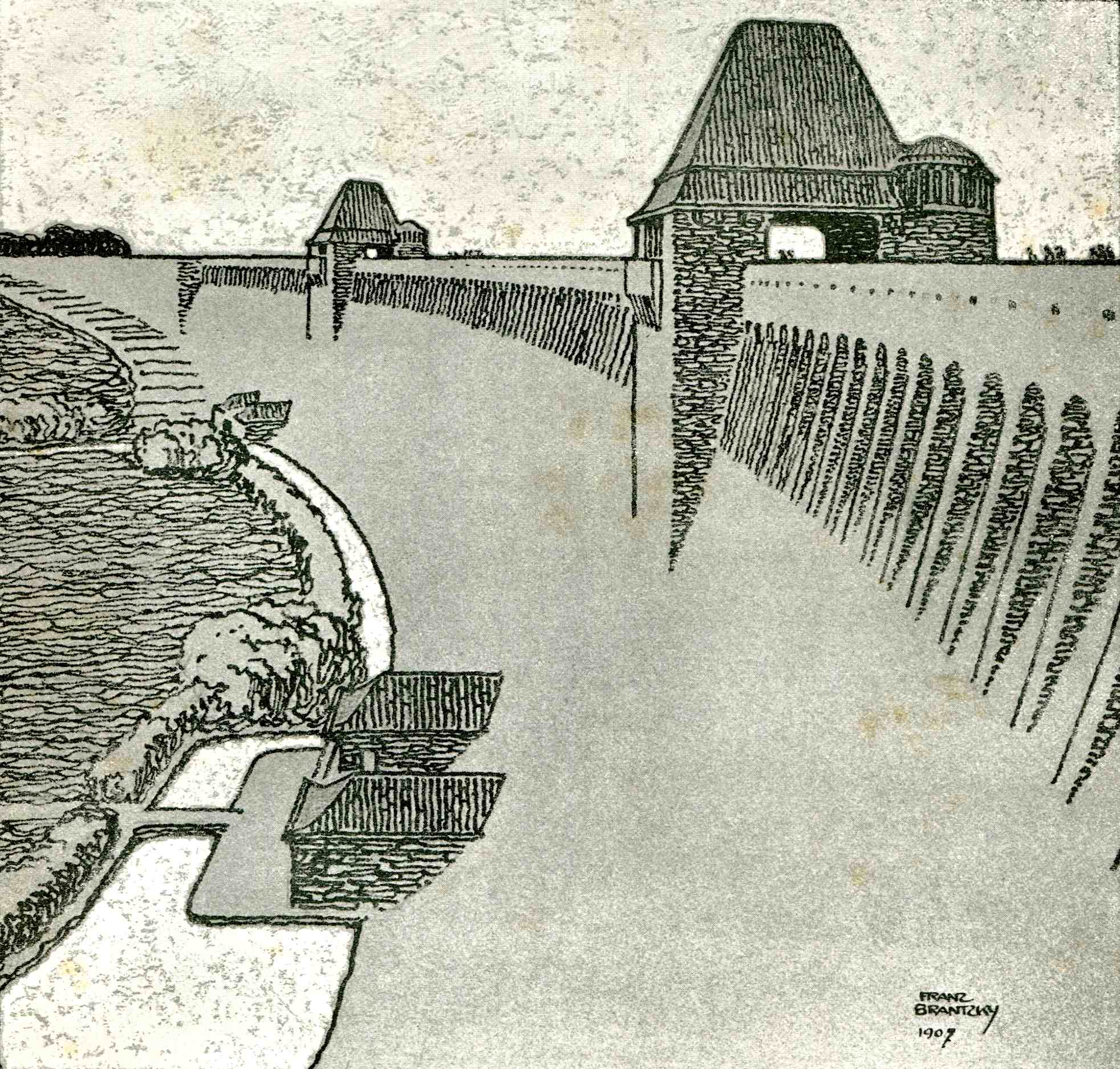
Entwurf der Möhnetalsperre, Architekt Franz Brantzky, 1907

Der wachsende Wasserbedarf und seine konkurrierende Nutzung im Ruhrgebiet hatte 1899 zur Gründung des Ruhrtalsperrenvereins (RTV) geführt und damit die Flussbewirtschaftung der Ruhr mithilfe von Talsperren in Gang gesetzt. Satzungsgemäß unterstützte der Verein zunächst nur den Bau fremder Projekte; nach fünf Jahren ergaben diese zusammen ein Stauvolumen 32,4 Millionen m³. Die 1904 durchgeführten Berechnungen zum zukünftigen Bedarf an Trink- und Brauchwasser sahen voraus, dass etwa das dreifache dieses Volumens als Talsperrenraum erforderlich wäre. Da man bis zum Jahr 1925 von einem Anwachsen des Bedarfs auf fast 200 Millionen m³ ausging, beschloss die Generalversammlung des RTV am 28. November 1904 eine Satzungsänderung, wodurch auch der Bau eigener Sperren ermöglicht wurde.

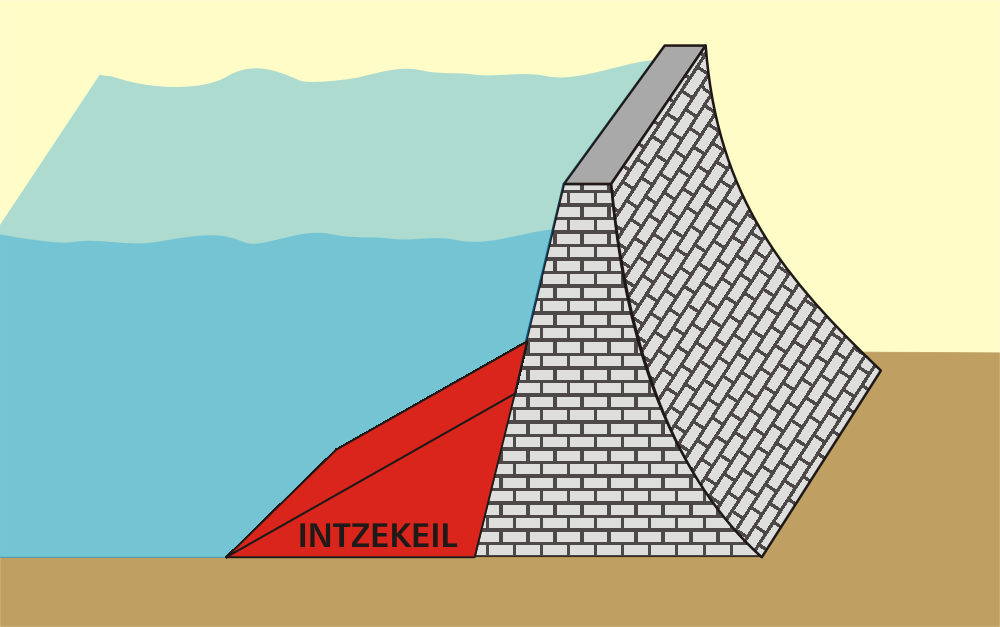
Intze-Keil vor der Mauer

Erstes Projekt des RTV war die Talsperre im Möhnetal, wo die geografischen und geologischen Bedingungen im rechten Nebental der Ruhr am Zusammenfluss von Heve und Möhne für die Errichtung eines größeren Speichers gute Voraussetzungen boten. Weiterer Vorteil war die schwache Besiedelung im Möhnetal; das Hevetal war unbewohnt. Die technische Planung und spätere Oberbauleitung lag in den Händen des Regierungsbaumeisters und RTV-Baudirektors Ernst Link. Der Entwurf war geprägt durch seinen Lehrer, den Aachener Bauingenieur Otto Intze, der mehrere Talsperrenprojekte im Sauerland geplant und durchgeführt hatte. Der Plan sah eine gebogene Gewichtsstaumauer aus Bruchsteinmauerwerk vor, die zusätzlich auf der Wasserseite zur Abdichtung eine Erdanschüttung von Lehm erhalten sollte, den typischen „Intzekeil“. Weitere Details waren ein Dichtputz mit Dichtanstrichen auf der Außenseite sowie eine in der Mauer verlaufende Drainage. Für die Ausgestaltung der Maueraußenseite, die weithin sichtbar sein würde, konnte über einen Architektenwettbewerb der Kölner Architekt Franz Brantzky gewonnen werden. Er überzeugt mit seiner schlichten Architektur der Mauer und den Hallenaufbauten über den Schiebertürmen die Jury. Im gleichen Stil entwarf er auch den Bau des Verwaltungs- und Wärterhauses am rechten Ufer in der Nähe der Sperrmauer, das schon viele Jahre als Restaurant mit attraktivem Blick auf See und Mauer genutzt wird.
Die Arbeiten zum Bau der Talsperre begannen im Januar 1908. Für den Transport der Baumaterialien hatte man eigens eine Bahnstrecke errichtet. Die gute Planung und Organisation der Bauarbeiten ermöglichten eine vorzeitige Fertigstellung ein Jahr vor dem vereinbarten Termin. Dadurch konnte schon am 31. Dezember 1912 mit der Flutung des Beckens begonnen werden. Die feierliche Einweihung erfolgte am 12. Juli 1913. Die Baukosten betrugen 25 Millionen Mark. Der ehemalige Ort Kettlersteich versank vollkommen im Wasser. Das Dorf Delecke (Alt-Delecke) wurde ebenfalls zum größten Teil geflutet. Dem See mussten 140 Gehöfte mit 700 Menschen weichen.
Der Bau der Talsperre beinhaltete von Anfang an auch ein Wasserkraftwerk, um mit den Einnahmen aus dem Stromverkauf die Finanzierung zu unterstützen. Das Kraftwerk sollte aber vorwiegend nach wasserwirtschaftlichen Belangen betrieben werden, sodass aufgrund der schwankenden Wasserabgaben und der wechselnden Fallhöhen die Stromerzeugung nicht gleichmäßig erfolgen konnte. Es musste ein Unternehmen gefunden werden, das mit einem Dampfkraftwerk die Grundlast im Netz liefern konnte. Nach schwierigen Verhandlungen konnte ein Pachtvertrag für ein durch den RTV zu bauendes Kraftwerk geschlossen werden.
Das Kraftwerk wurde an die Grundablassleitungen angeschlossen und lag mittig rund 100 Meter unterhalb der Sperrmauer. Als Spitzenlastkraftwerk würde im Ablauf der Möhne ein entsprechend stark schwankender Abfluss erzeugt werden, weshalb zur Vermeidung der Spitzen ein Ausgleichsweiher erforderlich wurde. Die eigentliche Wasserabgabe erfolgte dann gleichmäßig über ein Nebenkraftwerk am 400.000 m³ fassenden Weiher. Zwischen Mauer und Kraftwerk hatte man eine breite parkähnliche Freifläche angeordnet. Sie reichte bis an die Tosbeckenrinne am Mauerfuß. Über diese wurde im Hochwasserfall das die Mauer überfließende Wasser gesammelt und am Ausgleichsweiher vorbei abgeleitet.
Im Jahr der Einweihung war die Talsperre noch die größte Stauanlage in Europa. Schon ein Jahr später wurde dies übertroffen mit der Fertigstellung der Edertalsperre. Die bei der Einweihung angebrachte Erinnerungstafel war nach dem Krieg zunächst verschwunden und hängt heute im Kriegsmuseum von Canberra. Als Ersatz ist eine neue Tafel angefertigt worden, die im rechten Schieberturm angebracht ist.

Möhnetalsperre Eröffnung 1913
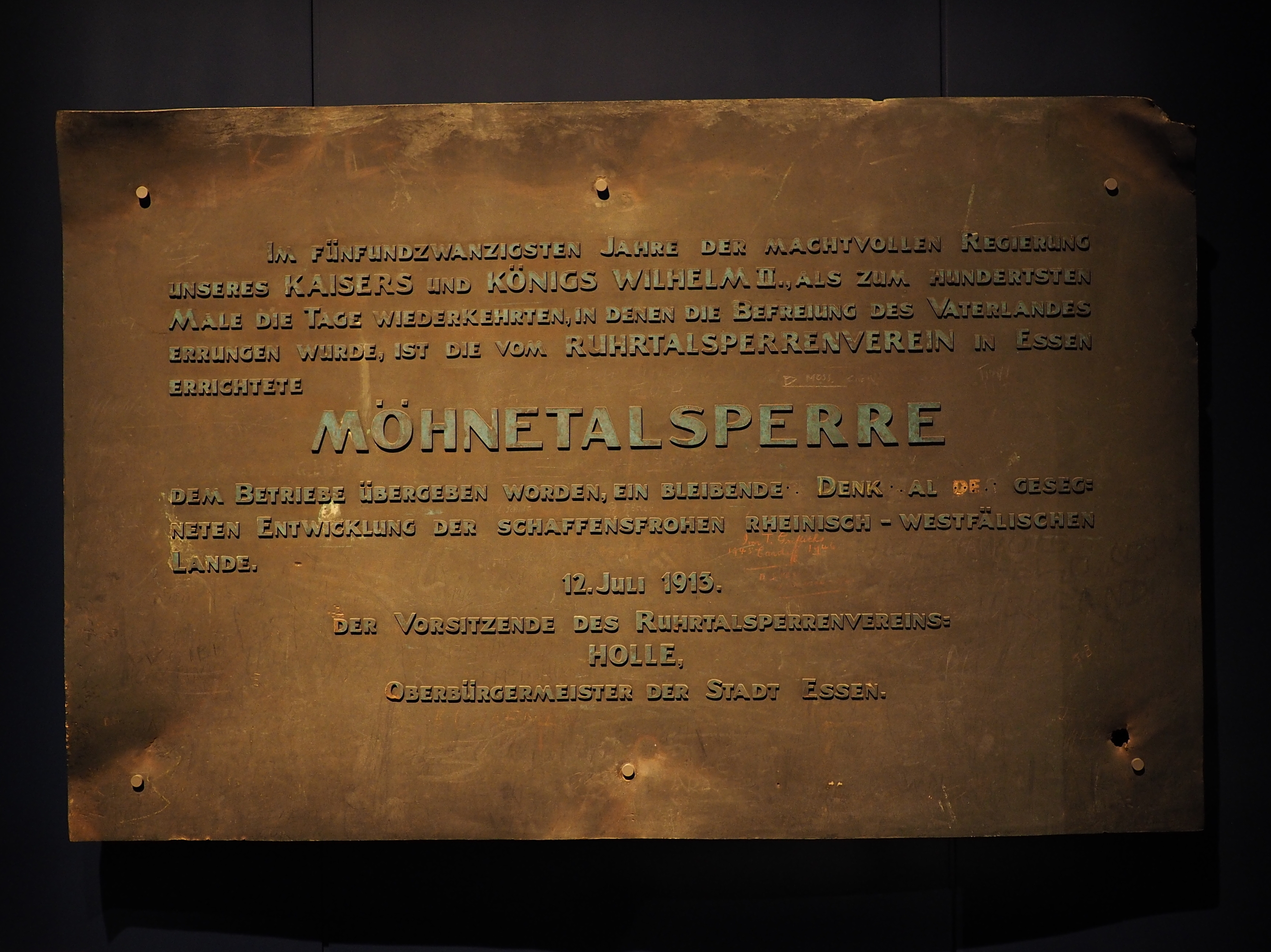
Das Original der zur Einweihung angebrachten Erinnerungstafel – heute in Canberra

## Geologischer Untergrund
Die Aufstandsfläche der Talsperre befindet sich im oberen Bereich der Auflockerungszone der oberkarbonischen Arnsberg-Schichten, einer Wechsellagerung von intensiv gefalteten Sandsteinen, Grauwacken und Tonsteinen. Durch eine intensive tektonische Beanspruchung während der variszischen Gebirgsbildung sind die Gesteine intensiv gefaltet worden. Der Bereich des Möhnetals ist zudem durch das Vorhandensein von großen Störungszonen gekennzeichnet.
Nördlich der Talsperre werden die gefalteten paläozoischen Schichten diskordant von Ablagerungen der Münsterländer Kreide überlagert. Die oberkreidezeitliche Abfolge fällt flach in nördliche Richtungen ein und beginnt mit einem glaukonithaltigem Grünsand der Essen-Grünsand-Formation aus dem Cenomanium und wird von Plänerkalken der Erwitte-Formation des Coniaciums und Turoniums und den Mergeln der Büren-Formation sowie der Pläner der Oerlinghausen-Formation des Turoniums überlagert. Die geologische Grenze zwischen paläozoischen und kreidezeitlichen Schichten bildet auch die geographische und naturräumliche Grenze zwischen Arnsberger Wald (Sauerland) und Haarstrang.

## Einzugsgebiet
Das Einzugsgebiet der Talsperre ist mehrheitlich bewaldetes Hügelland im Arnsberger Wald, das bis auf Siedlungsbereiche als Naturschutzgebiet (NSG) oder Landschaftsschutzgebiet ausgewiesen ist. Rund ein Drittel sind landwirtschaftlich genutzte Flächen. Die angrenzenden Wälder der Talsperre sind zu großen Teilen im Eigentum des Ruhrverbands und werden von eigenem Personal naturnah bewirtschaftet. Die großen Waldanteile sichern durch ihre Filterwirkung die gute Wasserqualität und dienen dem Hochwasserschutz durch Retention. Der namensgebende Fluss entspringt im Gemeindegebiet von Brilon, ca. 40 km oberhalb der Talsperre auf 545 m ü. NHN. Unterhalb der Sperrmauer durchfließt die Möhne noch den Enser See und mündet nach 12 km im Arnsberger Stadtteil Neheim in die Ruhr.
Die Gesamtgröße des Einzugsgebiets beträgt 436 km², von denen rund 20 % auf den Heveanteil entfallen. Über den jährlichen Niederschlag fließen im Mittel pro Jahr 192 Mio. m³ in die Talsperre. Daraus ergibt sich ein Ausbaugrad von 70 %, d. h. die Talsperre kann mehr als ein Mal pro Jahr über die mittlere Jahresniederschlagsmenge gefüllt werden.

## Die Talsperre im Zweiten Weltkrieg

Schematische Darstellung des Abwurfs einer Roll- oder Rotationsbombe zur Zerstörung einer Staumauer

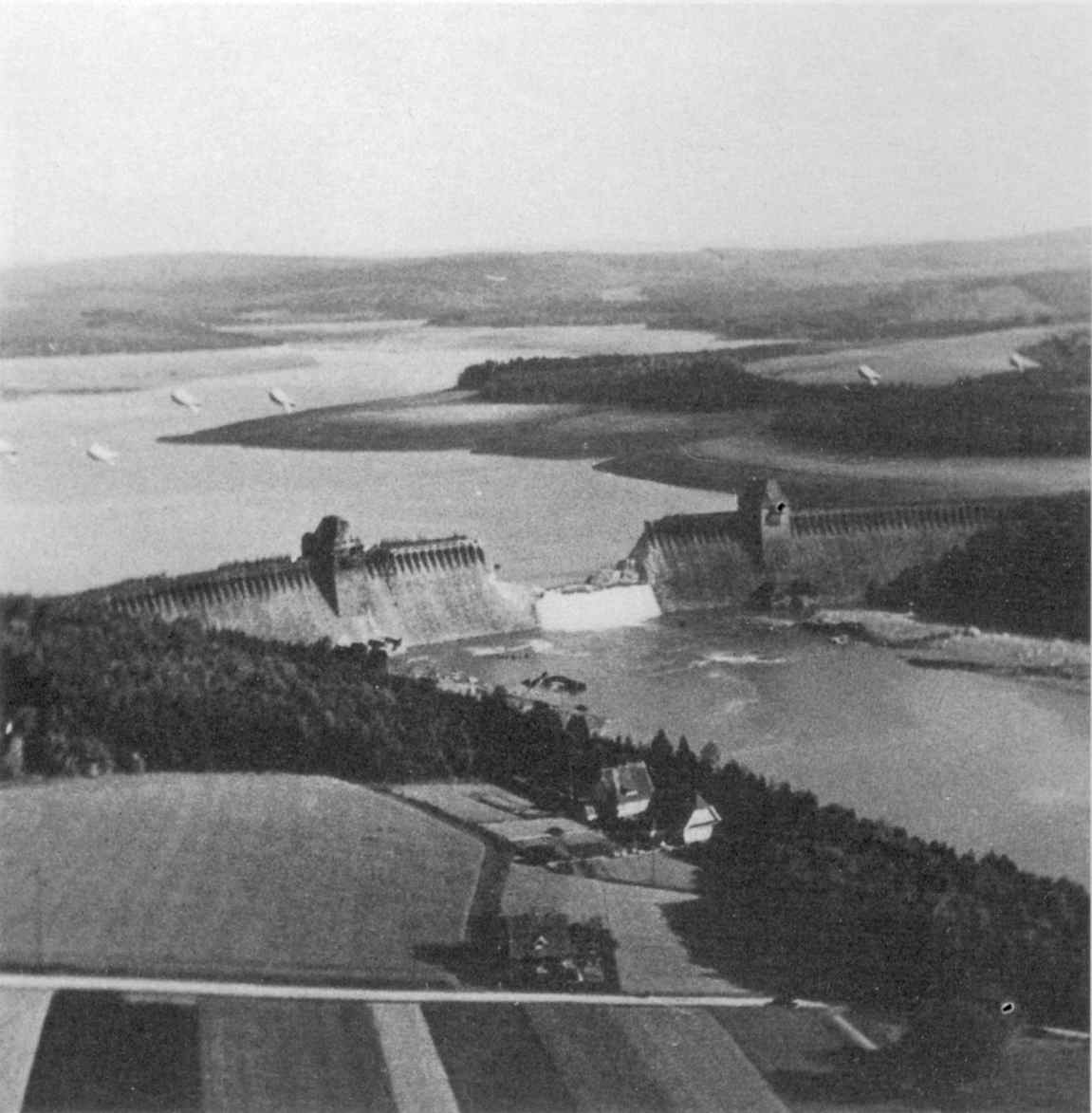
Durch den Bombenangriff stark beschädigte Staumauer mit Sperrballonen zur Abwehr von feindlichen Flugzeugen (1943)

Die Möhnetalsperre wurde im Zweiten Weltkrieg durch einen Operation Chastise (deutsch Züchtigung) genannten britischen Bombenangriff, geleitet durch Wing Commander Guy Gibson, in der Nacht vom 16. auf den 17. Mai 1943 stark beschädigt.
Um die Abwehranlagen am Stausee zu umgehen, wurden eigens zu diesem Zweck konstruierte über das Wasser hüpfende Rollbomben von nachtflugtauglichen Langstreckenbombern des Typs Avro Lancaster von der No. 617 Squadron abgeworfen. Diese Rollbomben hüpften bei flachem Auftrittswinkel aufgrund ihrer schnellen Eigendrehung über das Wasser und sprangen über die Torpedoabfangnetze hinweg. Anschließend prallten sie gegen die Staumauer, wobei ihr Drall dafür sorgte, dass sie rasch zum Mauersohlengrund sanken, wo sie dann in einer Tiefe von 10 bis 15 Metern explodierten. Eine von mehreren in kurzer Folge abgeworfenen Bomben erreichte ihr Ziel und führte zur Mauerbeschädigung. Der Stauraum war zum Zeitpunkt des Bombenangriffs Mai 1943 voll gefüllt. Es entstand so zunächst ein kleiner Riss, der sich durch den Druck der ausströmenden Wassermassen schnell erweiterte und zuletzt eine trapezförmige Lücke mit 77 m Breite und 22 m Tiefe ergab. Die Fluten trafen direkt auf das dahinter liegende Kraftwerk und vernichteten es restlos. Auch der Ausgleichsweiher mit dem Nebenkraftwerk wurde komplett verwüstet.
Aufgrund der hierdurch entstandenen Flutwelle, die sich über die Möhne bis weit ins Ruhrtal ergoss, kamen verschiedenen Angaben zufolge mindestens 1284 oder sogar über 1600 Menschen ums Leben. Der von der Abwurfstelle am weitesten entfernte Todesfall in Zusammenhang mit der Flutwelle ereignete sich in Essen-Steele, über 100 Kilometer jenseits der Staumauer. Ein Mahnmal am früheren Kloster Himmelpforten erinnert heute an die Toten der Katastrophe. Neheim, heute ein Stadtteil von Arnsberg, wurde besonders schwer getroffen; die Flutwelle war dort über 12 Meter hoch. Die meisten Menschen kamen im Neheimer Zwangsarbeiterlager Möhnewiesen ums Leben. In Neheim gibt es vor der St. Johannes-Kirche eine weitere Gedenkstätte.
Zweck dieses Angriffs, bei dem gleichzeitig auch die Edertalsperre und die Sorpetalsperre angegriffen wurden, war mittelbar die Beeinträchtigung der Rüstungsindustrie im Ruhrgebiet; der Sorpedamm wurde aufgrund seiner speziellen Bauweise aus Beton mit Erd- und Steinüberschüttung kaum beschädigt.
Der Angriff auf die Staumauer wurde 1954 in dem britischen Spielfilm Mai '43 – Die Zerstörung der Talsperren (The Dam Busters) von Michael Anderson nachgezeichnet.
Des Weiteren veröffentlichte das Wissenschaftsmagazin Quarks 2019 ein Video über ein Kunstprojekt, das die Geschichte der bei der Flut gestorbenen Zwangsarbeiter aus dem Zwangsarbeiterlager Möhnewiesen aufarbeitet.
Nach der starken Beschädigung leitete man umgehend den Wiederaufbau der Staumauer ein, zu dem die Organisation Todt mehrere tausend Arbeitskräfte aufbot und die mehrheitlichen Zwangsarbeiter rund um die Uhr arbeiten ließ. In den Kriegstagen war die Bautruppe des NS-Staats, trotz der damals sehr angespannten allgemeinen Material- und Kräftelage, die einzige Institution zur Umsetzung der umfangreichen Baumaßnahme. Schon fünf Monate später stand die Sperre wieder zur Verfügung nachdem am 3. Oktober 1943 die Fahrbahndecke auf der Dammkrone aufgetragen worden war. Im Gegensatz zur zunächst vorgesehenen Betonausfüllung konnte der RTV erreichen, dass die Mauerlücke mit dem gleichen, ursprünglichen Grauwackengestein ausgebessert wurde. Jedoch wurde die wichtige Drainage im Innern der Mauer nicht vollständig wiederhergestellt. Der schnelle Fortgang der Arbeiten wurde schließlich auch durch die Nazi-Propaganda ausgenutzt, um der kriegsmüden Bevölkerung zumindest kleine Erfolge vorzuführen. Der Einfluss des Angriffes auf die Kriegswirtschaft des Ruhrgebietes war nicht so nachhaltig ausgefallen, wie von den Alliierten ursprünglich erhofft. Sie griffen die Großbaustelle bzw. die dann fertiggestellte Staumauer bis Kriegsende nicht mehr an.

## Betriebseinrichtungen und technische Daten

### Stausee

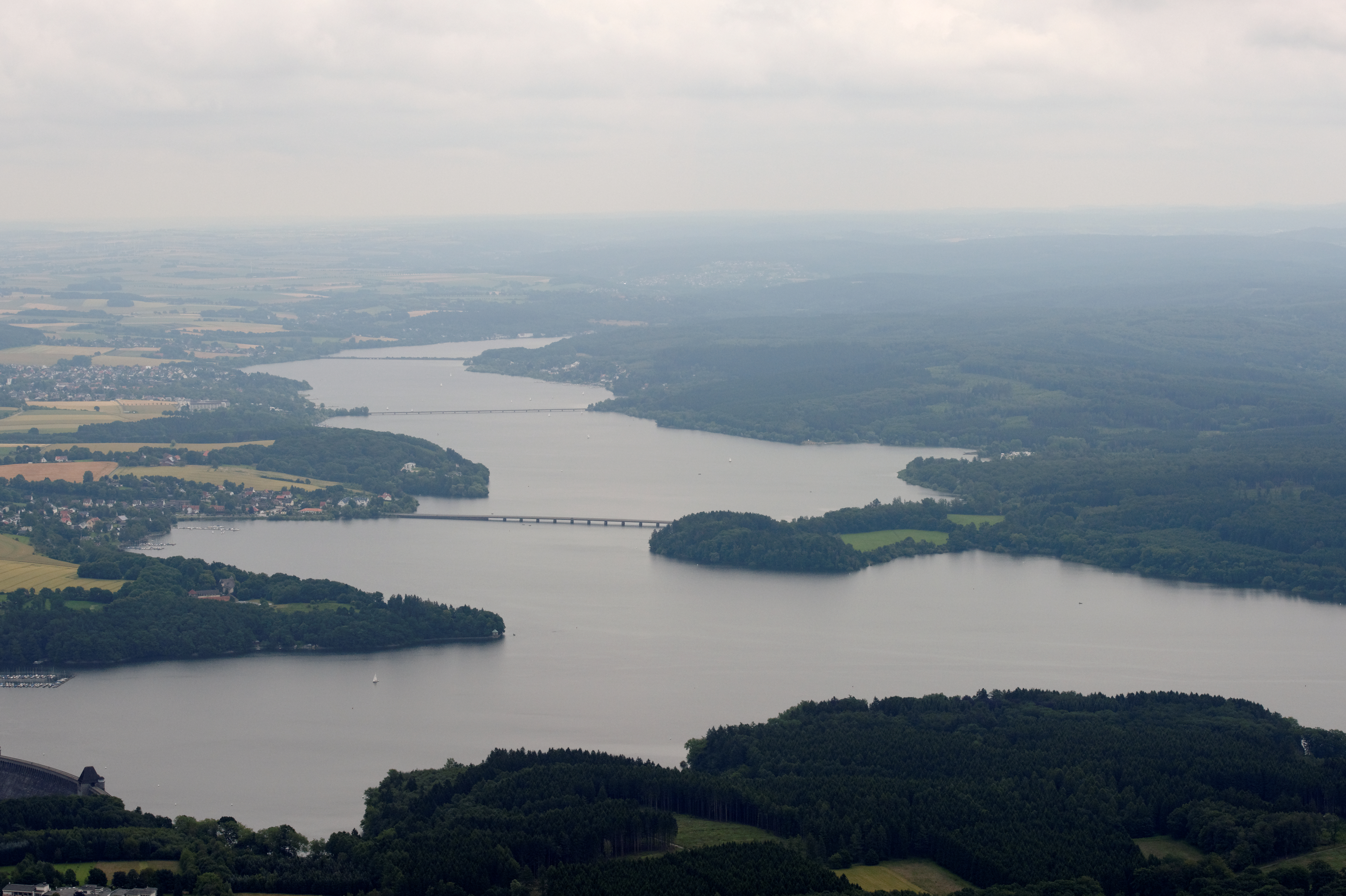
Möhnesee von Westen

Der durch den Aufstau gebildete Möhnesee ist mit seinen vier Abschnitten über zehn Kilometer lang. Bei Vollstau auf 213,74 m ü. NHN bedeckt das Hauptbecken eine Fläche von über zehn Quadratkilometern und weist dabei ein Volumen von 126 Mio. m³ auf. Zusammen mit den Vorsperren und dem Ausgleichsweiher können in der Möhne, wie sie in Kurzform auch genannt wird, bis zu 134,5 Mio. m³ gespeichert werden. Flächenmäßig wird sie in Deutschland nur noch von der Edertalsperre und dem Forggensee übertroffen. Volumenmäßig ist die Möhne die achtgrößte Talsperre in Deutschland und nach Rurtalsperre und der Biggetalsperre die drittgrößte in NRW. Bei Vollstau liegt seine tiefste Stelle mit 36 Metern beim Linkturm, der nach dem Erbauer Ernst Link benannt wurde.

### Absperrbauwerk und Hochwasserentlastung

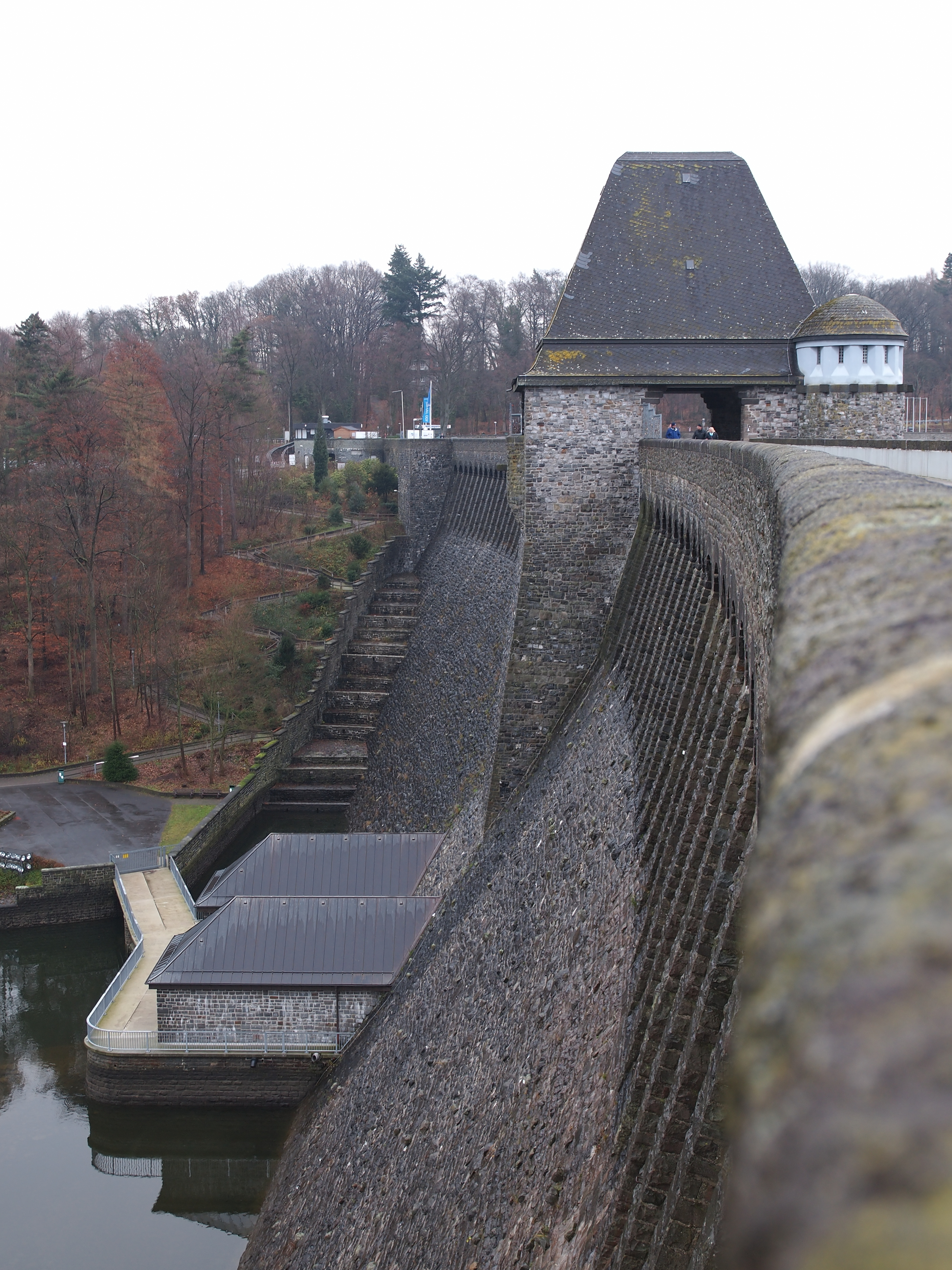
Seitlicher Kaskadenablauf an der Mauer

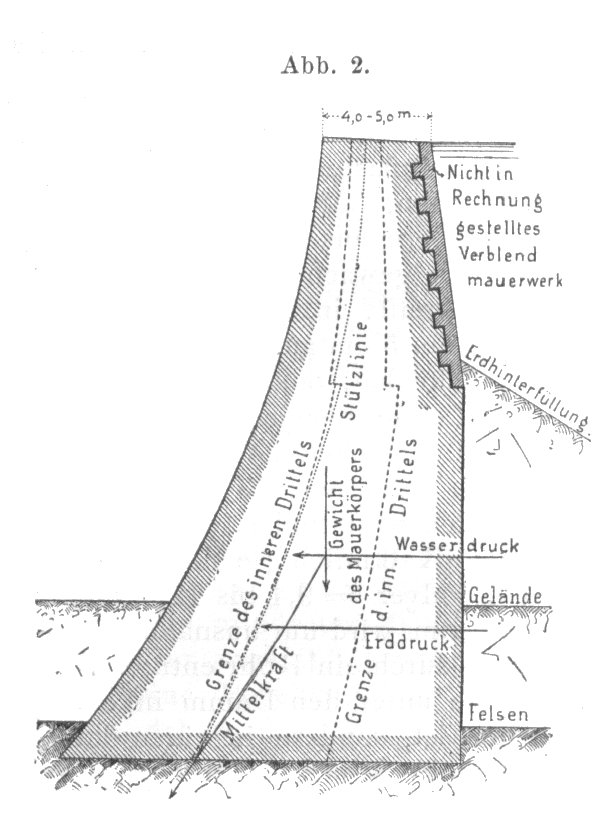
Querschnitt der Mauer

Das Absperrbauwerk der Talsperre ist eine Gewichtsstaumauer aus Bruchsteinmauerwerk, die nach dem Intze-Prinzip gebaut ist und eine Kronenlänge von 650 Meter aufweist. Dafür wurden rund 700.000 Tonnen Bruchstein mit einem Gemisch aus Kalk, Sand und Trass zu einem monolithischen Volumen von 267.000 Kubikmetern und bis zu 40 Metern Höhe geformt. Der leicht bogenförmige Verlauf soll die auftretenden Temperaturspannungen besser auffangen und ohne Rissbildung in den Untergrund ableiten. Seit 1985 steht die Möhnemauer unter Denkmalschutz.
Im Querschnitt ist die Mauer vereinfacht dreiecksförmig mit einer Basisbreite von 34,2 Meter und der Kronenbreite von 6,25 m. Auf der Krone verläuft eine Fahrbahn für Unterhaltszwecke des Betreibers. Um bei Hochwasser einen Überlauf zu ermöglichen, sind in der Mauerkrone, unterhalb der Fahrbahn, 105 Öffnungen eingelassen, die zusammen eine Schwellenlänge von 262,5 m ergeben. Durch die Verteilung der Durchlässe auf rund Dreiviertel der Kronenlänge erscheint bei Hochwasserüberlauf die komplette Mauer überströmt zu werden. Die vorstehenden Bruchsteine an der Luftseite bewirken eine erste Energieumwandlung des herabströmenden Wassers, das endgültig im Tosbeckenbereich des Ausgleichsweihers am Mauerfuß zur Ruhe kommt. In den Seitenbereichen der Mauer wird das überstömende Wasser über Kaskaden hangabwärts dem Weiher zugeführt. Um die Mauer zu schonen und wegen der Energieerzeugung wird ein Überlaufen über die Öffnungen der Hochwasserentlastung möglichst vermieden. Zuletzt lief die Talsperre im August 2007 über, infolge extremer Niederschläge im Einzugsgebiet – zum Beispiel in Warstein am 9. August 2007 in drei Stunden 58,5 mm. Das vorletzte Überlauf-Ereignis war 1984.
Als zentrales Bauwerk der Talsperre wird die Mauer in Eigenverantwortung turnusmäßig umfangreichen Sicherheitsüberprüfungen unterzogen. Da keine Mauer und auch kein Staudamm vollständig dicht ist, muss das anfallende Sickerwasser kontinuierlich und automatisch gemessen werden. Dazu dient der Kontrollstollen auf der Gründungsfuge. Daneben wird regelmäßig über den Jahresverlauf die Bewegung der Mauerkrone festgestellt, die sich bis zu 7 Millimeter 'durchbiegt'. Diese werden durch die im Jahresverlauf unterschiedlichen Füllstände der Talsperre und die Temperaturschwankungen verursacht. Eine Lotanlage in der Staumauer überwacht diese Bewegungen und gibt Alarm, wenn sie zu groß werden. Alle Messungen sowie weitere Handmessungen und Beobachtungen fließen in den jährlichen Sicherheitsbericht ein, der bei der Talsperrenaufsicht vorgelegt wird.

### Grundablässe

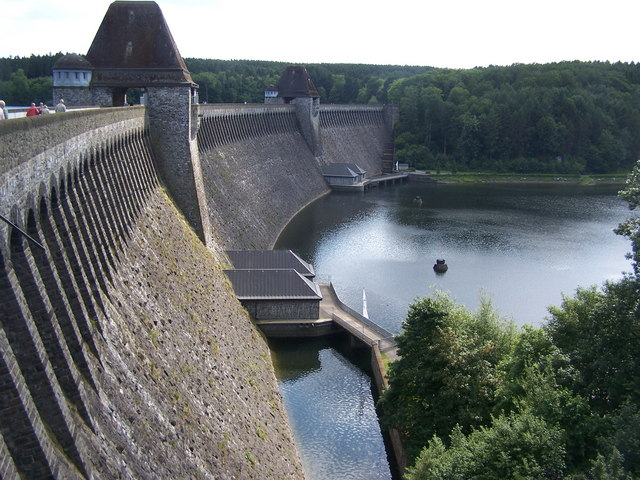
Mauer mit den Schieberhäusern der Grundablässe – im Weiher die zwei Kegeldüsen

Zwei Grundablassgruppen führen unter den beiden Mauertürmen mit den markanten Hauben hindurch. Jede Gruppe besitzt zwei unabhängig voneinander zu betreibende Grundablassleitungen, die als Stahlleitungen in jeweils einem Stollen unter dem Intze-Keil verlegt sind und an einem der vier Schiebertürme auf der Wasserseite der Mauer enden. Am Grund der 33 Meter tiefen Türme sind jeweils zwei Tiefschütze als Verschlussorgane hintereinander eingebaut. Die geschützten Zugänge zu den wassergefüllten Schiebertürmen befinden sich unter dem Haubendach der Mauertürme.
Im Anschluss führt jeweils eine Stahlleitung von 1,40 m Durchmesser zu einem zugeordneten Schieberhaus auf der Luftseite mit dem Einlauf in den Ausgleichsweiher. Die beiden jeweils außenliegenden Leitungen besitzen ein Ringkolbenventil, das eine stufenlose Einstellung der Abgabemenge ermöglicht. Die zweite Leitung ist durch einen Gehäuseflachschieber abgesperrt und führt zu einer Kegeldüse im Ausgleichsweiher. Diese vier Leitungen werden aber nur bei außergewöhnlich hohen Zuflüssen für eine Schnellabsenkung des Hauptbeckens oder bei Ausfall des Hauptkraftwerks in Tätigkeit versetzt. Ansonsten werden die Verschlüsse nur bei den regelmäßigen Betriebskontrollen bewegt, die besonders an den Kegeldüsen eine imposante Wassersäule erzeugen. Jede Leitung ist für einen Durchfluss von maximal 25 m³/s ausgelegt.

### Wasserkraftwerk und Ausgleichsweiher

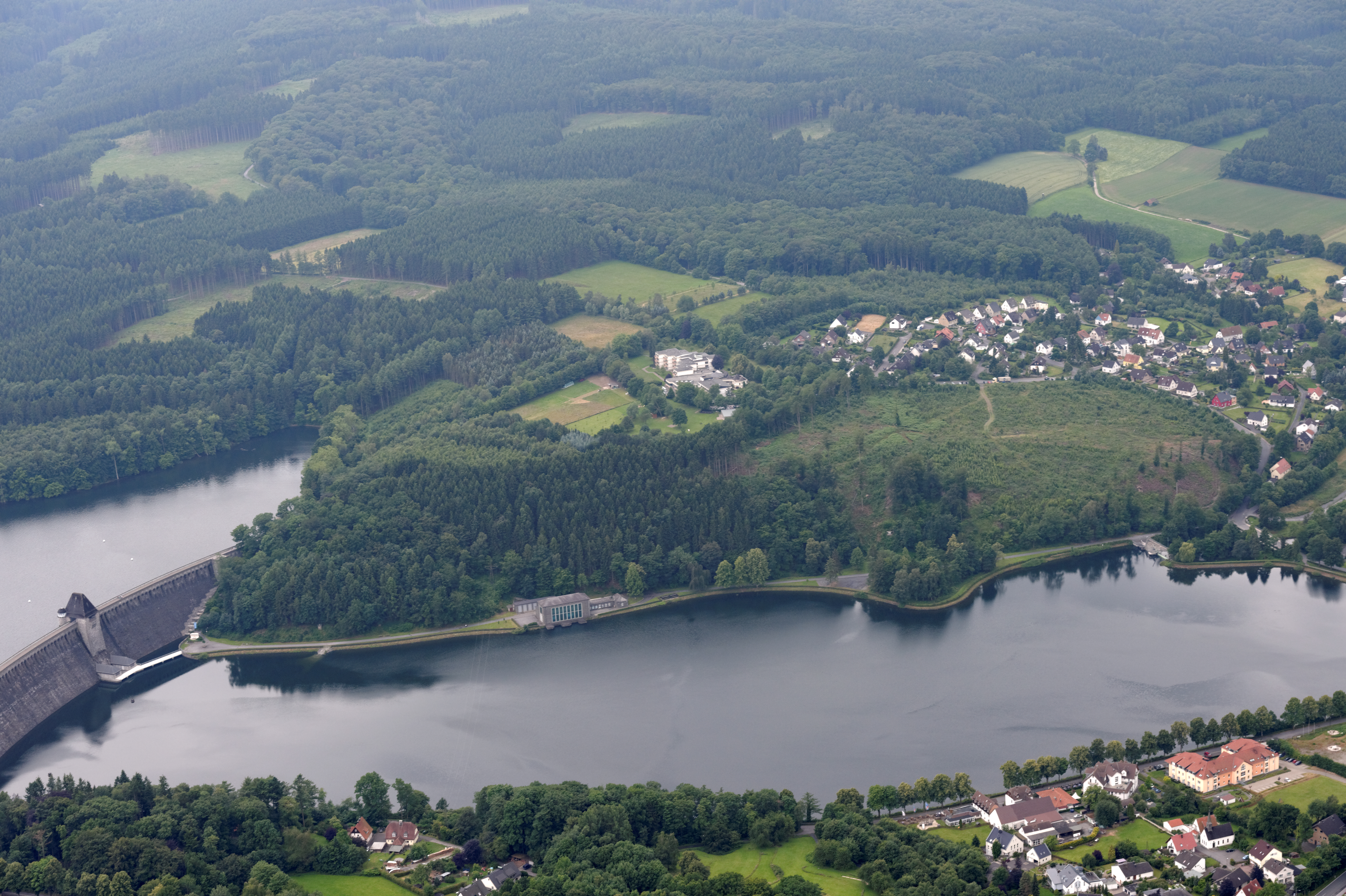
Der Ausgleichsweiher mit neuem Hauptkraftwerk

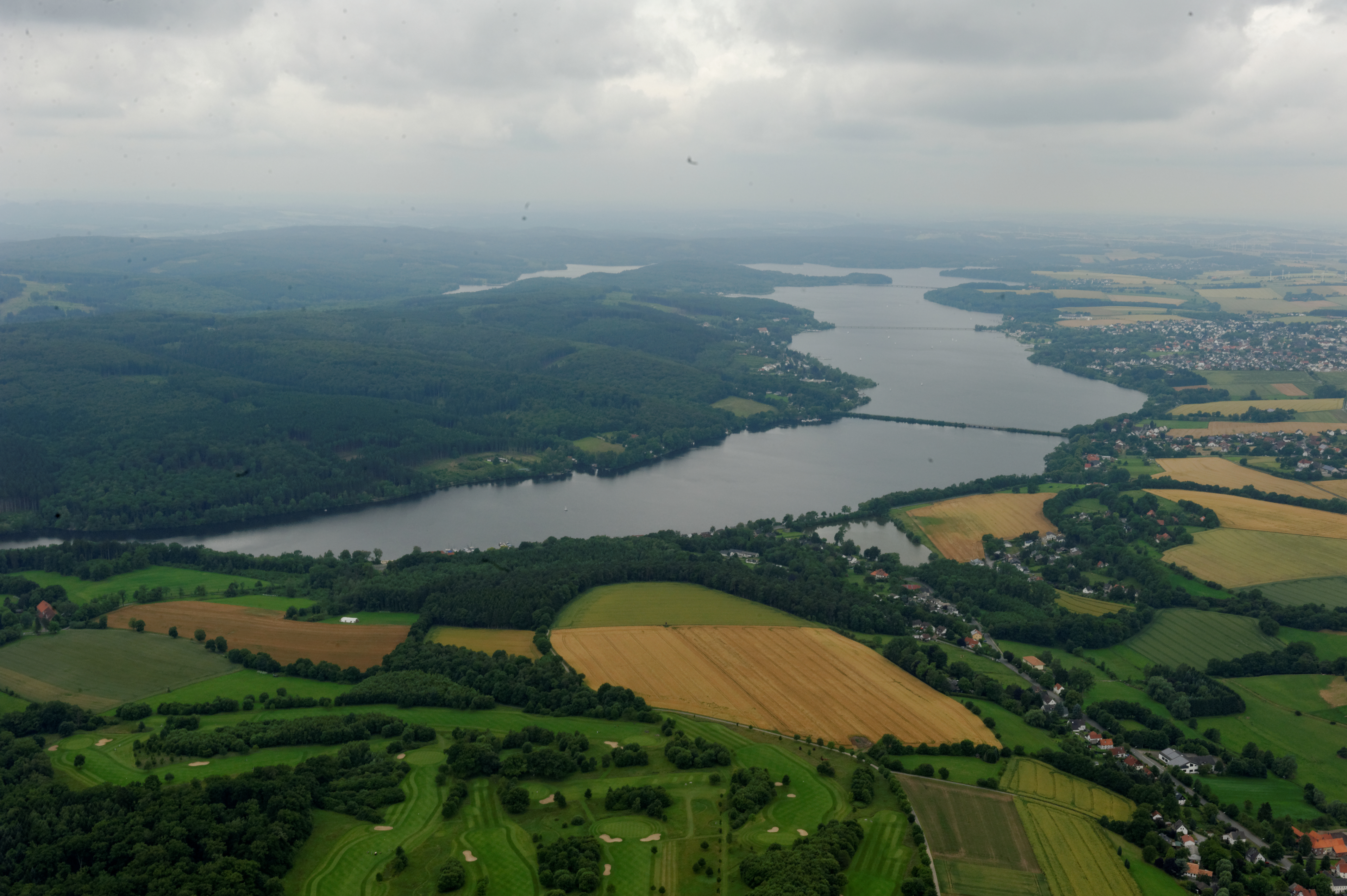
Wameler Becken am Einlauf der Möhne

Da das ursprüngliche Wasserkraftwerk durch die Bombardierung und dem folgenden Bruch der Mauer im Krieg völlig zerstört worden ist, musste Ersatz gebaut werden. Das neue Hauptkraftwerk wurde in den Jahren 1950 bis 1954 rund 250 Meter unterhalb der Sperrmauer am linken Ufer des Ausgleichsweihers errichtet. Dabei konnte der RTV einen vorhandenen Freispiegelstollen am linken Hang der Mauer nutzen, der am Südende der Mauer einen eigenen Schieberturm besitzt. Der Stollen wurde zur Nutzung als Kraftwerksleitung mit einer Stahlpanzerung ausgekleidet. Mit maximal 24 m³/s werden zwei stehende Kaplan-Turbinen beaufschlagt, die bei Generatorleistungen von jeweils 3.500 kW im Jahresmittel bis zu 12,9 GWh Strom erzeugen können.
Wegen der totalen Ausspülung der unterhalb der Mauer liegenden Flächen musste der Ausgleichsweiher neu gestaltet werden. Dabei konnte das Becken auf 660.000 m³ vergrößert werden und reicht heute bis an die Mauer, sodass der Weiher bei Sperrenüberlauf als Tosbecken dient und im Normalfall das Wasser vom Speicherkraftwerk aufnimmt. Sein Wasserspiegel mit Stauziel 183,65 m ü. NHN liegt ca. 30 Meter unterhalb des Vollstauniveaus in der Hauptsperre. Das neu gebaute Nebenkraftwerk am Auslauf besitzt zwei Maschinensätze mit je 350 kW Leistung, die zusammen maximal 14 m³/s schlucken und jährlich 1,9 GWh erzeugen können. Um bei Bedarf größere Wassermengen aus dem Ausgleichsweiher ablassen zu können, wurde 1986 eine Fischbauchklappe mit einseitigem hydraulischem Zylinder installiert.

### Vorsperren

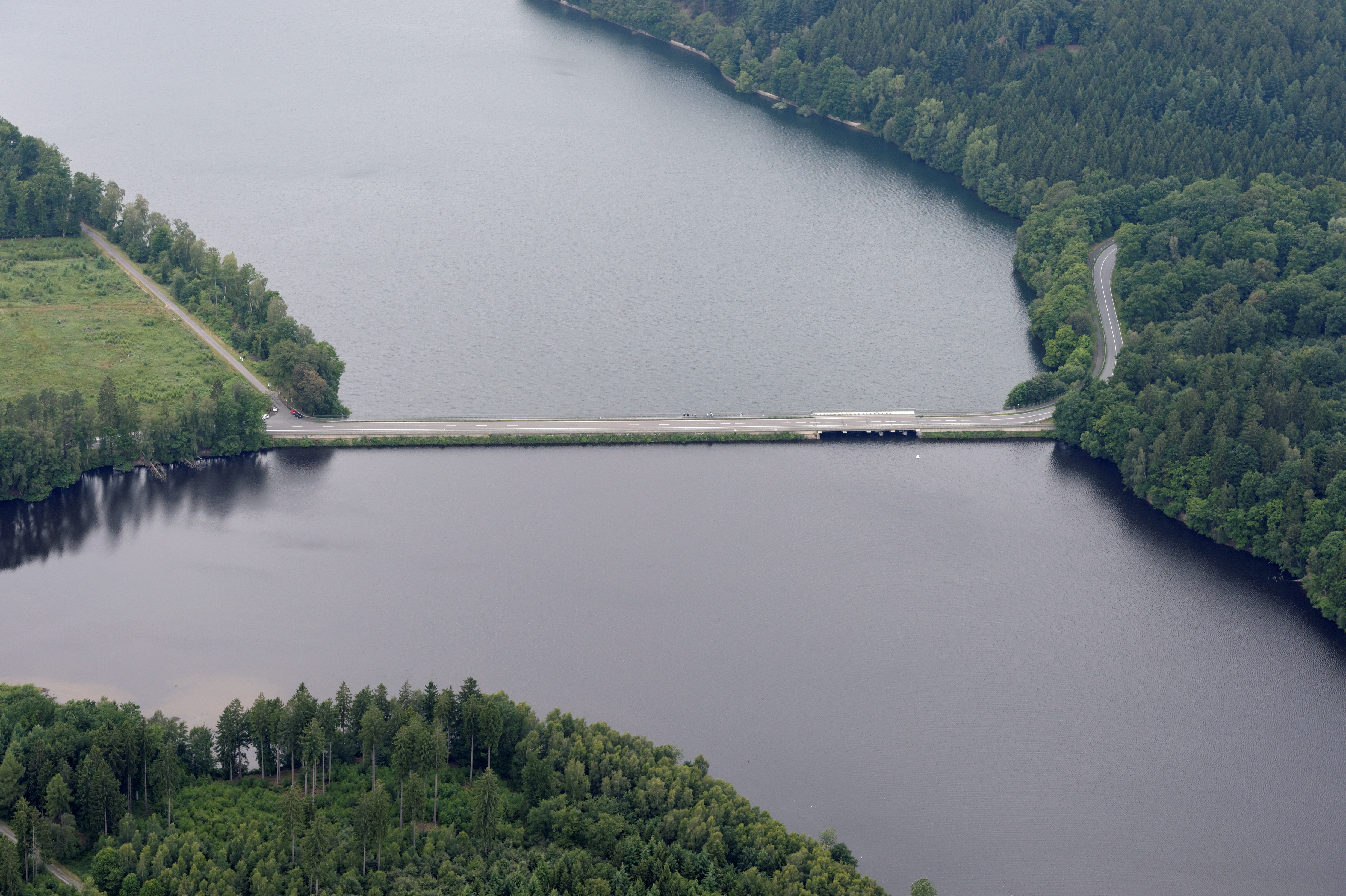
Hevedamm mit Hevevorbecken

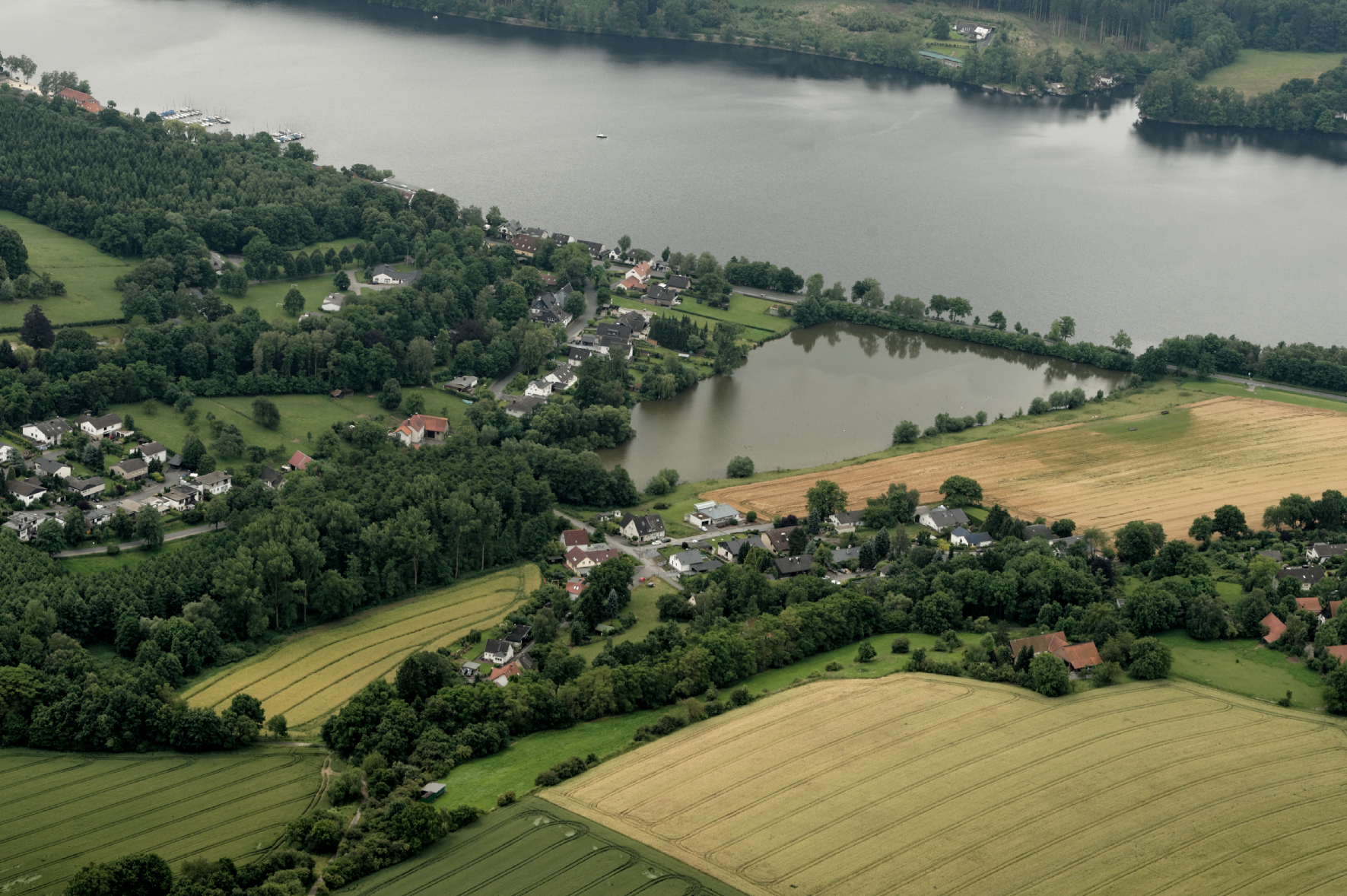
Vorbecken im Seitental

An den Einmündungen der Zuläufe sind Vorbecken als Absetzbecken angeordnet, in denen der Wasserstand unabhängig vom Hauptbecken konstant gehalten wird. Dadurch vermindert sich der Sediment- und Nährstoffeintrag in das Hauptbecken und die Lebensbedingungen für Flora und Fauna in den Zulaufbereichen werden verbessert. Durch den Dauerstau in den Vorbecken ergibt sich auch eine Verbesserung des optischen Eindrucks im Bereich der Stauwurzel, die ansonsten durch die schwankenden Wasserstände stark vom Trockenfallen geprägt ist. Daneben ist ein Vorbecken einfacher zu entleeren, um die abgelagerten Stoffe zu entfernen.
- Möhnevorbecken: Der Hauptzulauf Möhne fließt unter der Kanzelbrücke von Osten in das Möhnevorbecken. Der auch Wameler Becken genannte Speicherraum hat eine Größe von 7 Mio. m³. Ein Lehmschüttdamm, über den die Landesstraße 857 von Stockum zum Südufer führt, trennt es vom Hauptbecken. Der Stockumer Damm ist 14 m hoch und etwa 580 m lang. An der Krone beträgt die Breite 12,65 m breit und am Fuß maximal 75 m. Ein festes Wehr mit fünf Öffnungen in der Mitte der Dammstrecke sorgt für den Dauerstau auf gleichem Niveau. Das normale Stauziel liegt auf 213,74 m Höhe, das Sommerstauziel auf 212,5 m.[2]

- Hevevorbecken: Am zweiten Zulauf der Heve in die Hauptsperre liegt das Hevevorbecken mit einem Speichervolumen von 800.000 m³. Über den 320 Meter langen Lehmschüttdamm führt die Bundesstraße 229 von Delecke nach Arnsberg. An der Krone ist er 12 m breit und am Fuß maximal 41 m. Vier feste Wehröffnungen auf der Nordseite des Damms halten die Wasserspiegel im Hevebecken. Das normale Stauziel liegt auf 213,74 m Höhe, das Sommerstauziel auf 213 m.[2]

Weitere Vorbecken sind an den seitlichen Einmündungen kleinerer Bäche vorhanden, bei denen Verkehrswege über Dämme geführt werden.

## Nutzung

### Wasserwirtschaft

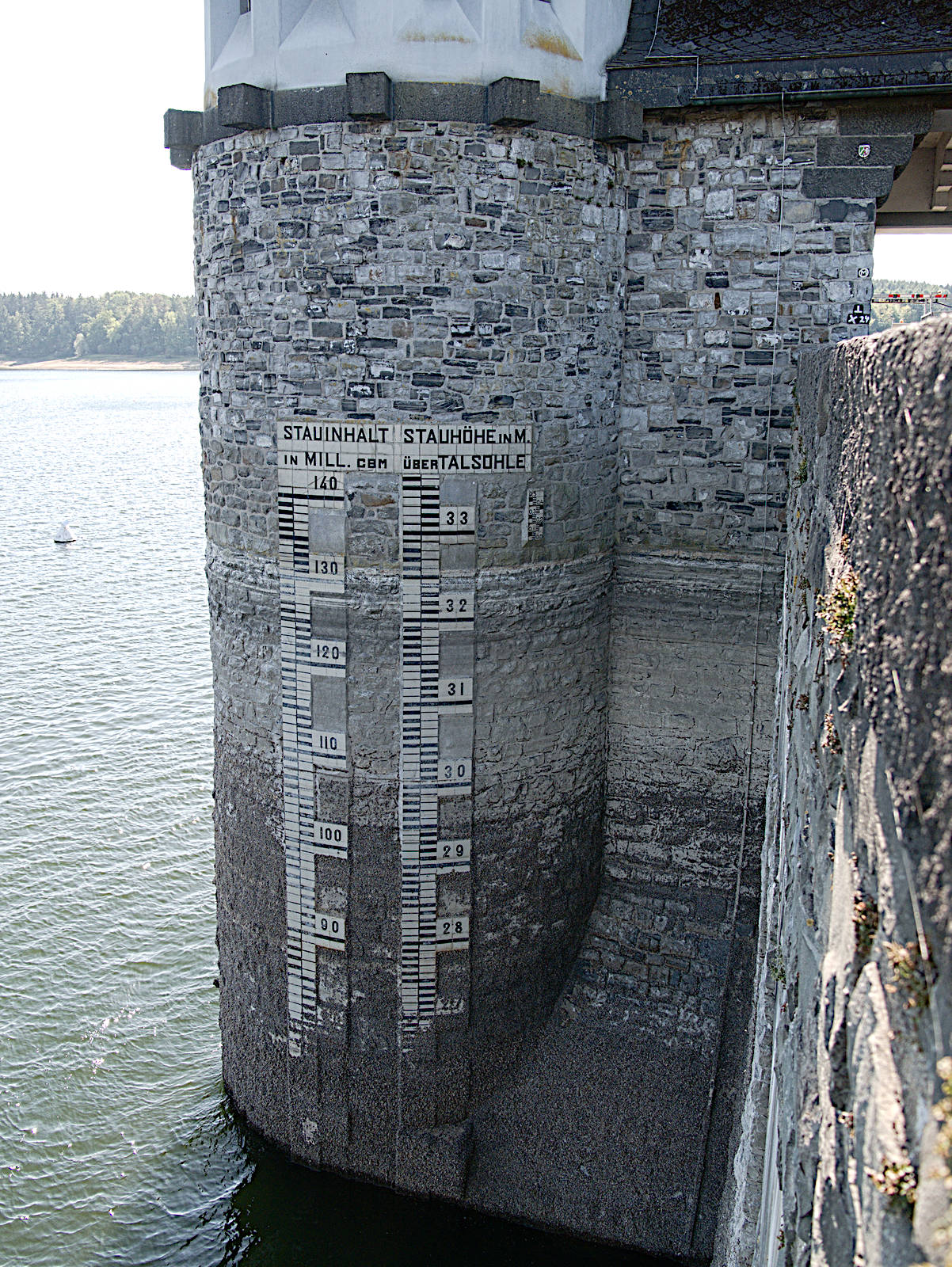
Pegel im September 2018, Stausee halb gefüllt

Der ursprüngliche Anlass des Ruhrtalsperrenvereins zum Bau der Talsperre ist heute noch die Hauptnutzung: die Bereitstellung von Zuschusswasser für den Wasserverbrauch der Wasserwerke an der mittleren und unteren Ruhr. Ziel ist die Regelung und Vergleichmäßigung des Abflussgeschehens in der Ruhr sowie Sicherung des Hochwasserabflusses. Gemäß seiner im Ruhrverbandsgesetz vom 7. Februar 1990 geregelten Aufgaben muss er dafür sorgen, dass an zwei Pegeln der unteren Ruhr konkrete Wassermengen nicht unterschritten werden. Dies vor dem Hintergrund, dass die Wasserwerke Ruhrwasser entnehmen, über Versickerung reinigen und anschließend zu Trinkwasser aufbereiten. Jedoch fließt durch das Nordgefälle im Ruhrgebiet das entstehende Abwasser hauptsächlich ins Emschergebiet und 'fehlt' anschließend in der Ruhr. Der Ruhrtalsperrenverein hatte 1913 die gesetzliche Aufgabe erhalten, durch den Bau von Talsperren dieses Defizit auszugleichen.
Daher steht die wassermengenmäßige Bewirtschaftung der Ruhr vor den Wirtschaftsinteressen bei der Stromerzeugung. Der Abfluss aus der Möhnetalsperre wird durch die Talsperrenleitzentrale des Ruhrverbands von Essen aus täglich festgelegt, um besonders in Zeiten von Niedrigwasser in der Ruhr den Durchfluss zu erhöhen und eine gleichmäßige Versorgung des Ruhrgebiets mit Roh- und Brauchwasser zu garantieren. Im Talsperrensystem des RV hat die Möhnetalsperre heute einen Anteil von 28 % am Gesamtstauraum der acht Talsperren und ist damit ein wesentliches Element zur Steuerung des Abflusses der Ruhr.
Eine weitere wasserwirtschaftliche Aufgabe der Sperre ist der Hochwasserschutz im Ruhrtal. Dazu wird durch die Leitzentrale der Stauinhalt durchgängig beobachtet, um den Stauinhalt entsprechend zu steuern. Die beiden Nutzungsarten bereiten einen Zielkonflikt: in Zeiten der Hochwasserbewirtschaftung ist eine möglichst leere Talsperre wünschenswert, zu Beginn der Niedrigwasserbewirtschaftung wird eine volle Talsperre angestrebt. Bei absehbaren großen Regenmengen wird gezielt Wasser abgelassen, um Platz im Speicherraum frei zu machen. So können in Zeiten hoher Niederschläge oder bei Tauwetter mit Schneeschmelze die Hochwasserspitzen gemildert werden. In der Winterzeit ist von Seiten der Aufsichtsbehörde die Freihaltung eines Hochwasserschutzraum von bis zu 10 Mio. m³ gefordert.
Die Spitzen der Stromerzeugung im Hauptkraftwerks werden durch den Ausgleichsweiher abgefangen und das Nebenkraftwerk sorgt für den gleichmäßigen Abfluss in den Unterlauf der Möhne.

### Fischbewirtschaftung
Die natürliche Besiedelung einer Talsperre durch Fische ist nur sehr begrenzt möglich, da die Absperrbauwerke die Wanderung verhindern. Hinzu kommen die betrieblich verursachten Wasserstandsschwankungen und die meist steileren Uferbereiche, die sich ungünstig auf die Bildung von Ufer- und Unterwasservegetation auswirken. Besonders negativ wirkt sich dies auf Fischarten aus, die beim Laichen auf Pflanzenbestände angewiesen sind. Unter diesen Bedingungen kann sich langfristig auf natürlichem Weg kein ausgewogener Fischbestand einstellen.
Daher erfolgt durch Berufsfischer des Ruhrverbands eine gezielte Bewirtschaftung des Fischbestands in der Talsperre, um durch die eigene Zucht artentreine, gesunde und altersmäßig gut strukturierte Fischbestände zu schaffen und zu erhalten. Massenfischarten werden bei Bedarf reduziert und notwendige Bestände, wie beispielsweise der Raubfischbesatz, ergänzt. Die Nachzucht erfolgt in der eigenen Fischzuchtanlage in Körbecke, die auch die anderen Talsperren des Verbands mit Besatzfischen versorgt. Zur Aufzucht gehören auch empfindlichen Arten wie beispielsweise Alpine Seesaiblinge und Seeforellen sowie Hechte, Blaufelchen, Große Maränen, Quappen und Äschen.

### Freizeitgestaltung
Durch die Größe der Talsperre und die Lage im Arnsberger Wald ist die Möhne ein bedeutendes Naherholungsgebiet. Daher gibt es ein umfangreiches Freizeitangebot rings um den See. Wassersportlich wird beispielsweise Schwimmen, Rudern, Segeln, Surfen, Stehpaddeln geboten. Für Taucher ist an der Delecker Brücke ein kleines Revier mit bis zu 25 Meter Tiefe ausgewiesen. Jährlich findet der Möhnesee Triathlon statt. Drei DLRG-Wachstationen (Delecke, Südufer und Wamel) sorgen in der Sommersaison für Sicherheit auf dem Wasser.
Boote können über frei zugängliche Einlassstellen zu Wasser gebracht werden. Motorbootfahren ist aber nur mit Elektromotor erlaubt. Mit Muskelkraft bewegte Boote sind kostenfrei zugelassen. Für größere Boote sind Plaketten erforderlich, die an verschiedenen Ausgabestellen erworben werden können. Gleiches gilt für das Angeln und die Ausgabe von Angelscheinen. Entsprechende Angaben enthält eine Karte, die beim Ruhrverband erhalten werden kann.
An den Ufern befinden sich Plätze für Camping und Wohnmobile. Der im Rahmen der Regionale 2013 entstandene Seepark in Körbecke bietet Angebote für alle Generationen. Während der Touristensaison steht die Personenschifffahrt für Ausflugsfahrten zwischen Mauer und Körbecke zur Verfügung.
Für Fußgänger und Radfahrer sind eigene Wege rings um den See angelegt. Der Möhnetalradweg von Brilon nach Neheim führt beidseits der Sperre am Ufer entlang. Die ehemaligen Trasse der Möhnetalbahn führt als Pengel-Anton-Radweg von Völlinghausen nach Soest.

## Natur und Umwelt
Der Hevesee und der Heve-Arm im Süden des Möhnesees sowie der Einlauf der Möhne in den See oberhalb der Kanzelbrücke sind als Naturschutzgebiet Hevearm und Hevesee ausgewiesen. Das Hevevorbecken und angrenzende Flächen sind zudem auch als FFH-Gebiet gemeldet worden.
Der Möhnesee ist als Europäisches Vogelschutzgebiet „Möhnesee“ im Schutzgebietssystem Natura 2000 der EU ausgewiesen. Mit vier- bis sechstausend Wasservögeln ist er ein bedeutender Rastplatz in Nordrhein-Westfalen. Die bedeutenden Rastvögel, mit Prozentangaben für die Jahre 2001 bis 2006, sind in folgender Tabelle wiedergegeben:
| Anzahl der Rastvögel auf der Möhnetalsperre |           |           |               |           |               |
| Reiherente                                  | Stockente | Blässhuhn | Haubentaucher | Tafelente | weitere Arten |
| 31 %                                        | 24 %      | 22 %      | 9 %           | 5 %       | 9 %           |

Ein wichtiger Grund für größere Rastvorkommen von Tauchenten und Blässhühnern ist das Vorhandensein der Wandermuschel im See. Die Wandermuschel bildet auf dem steinigen Seegrund Muschelbänke mit mehreren tausend Tieren je Quadratmeter. An den Einflüssen der Möhne und den kleineren Bächen in den See gibt es Vorkommen von Eisvogel, Gebirgsstelze und Wasseramsel. Deren eigentliche Brutplätze liegen aber nicht direkt am See, sondern an den Zuflüssen. Am Seeufer brüten Stockente, Reiherente, Teichhuhn, Blässhuhn, Höckerschwan, Graugans, Kanadagans, Nilgans und Haubentaucher. Der Haubentaucher hat hier mit etwa fünfzig Brutpaaren auf dem See seinen größten Brutbestand in Westfalen. Der Graureiher hat eine Brutkolonie am Westenberg in Wamel mit 15 bis 30 besetzten Horsten. Der Kormoran hat bisher, vermutlich wegen menschlicher Störungen, nur erfolglose Brutversuche durchgeführt. Auch der Rothalstaucher hat seit 2002 mehrfach erfolglos am See gebrütet. Beim Zwergtaucher hingegen kam es in der Vergangenheit zu einzelnen erfolgreichen Bruten. Eine große Besonderheit war das ganzjährige Vorkommen der Eiderente, einer Meerente, von September 2001 bis Dezember 2006. Im Juli 2006 konnte hier der erste Brutnachweis für Nordrhein-Westfalen erbracht werden: ein Weibchen mit drei halbwüchsigen Jungen. Als im Dezember 2006 der Wasserspiegel stark anstieg, konnten die Eiderenten die Wandermuschelbänke nicht mehr erreichen und verließen den See. Auch andere Meeresenten erscheinen häufiger in der Winterzeit.
Im See wurden 13 Fischarten bei Probebefischungen des Ruhrverbands gefunden. Die größten Bestände kommen von Flussbarsch mit 53 Prozent, Kaulbarsch mit 20,3 Prozent und Rotauge mit 13,9 Prozent. Daneben kommen noch Große Bodenrenke, Aal, Hecht, Zander, Kleine Maräne, Seeforelle, Brasse, Karpfen, Schleie und Döbel vor. Seeforelle und Aal kommen nur wegen eines künstlichen Besatzes vor und vermehren sich nicht natürlich. Ferner kommt noch der Bisam vor.

## Sanierungen

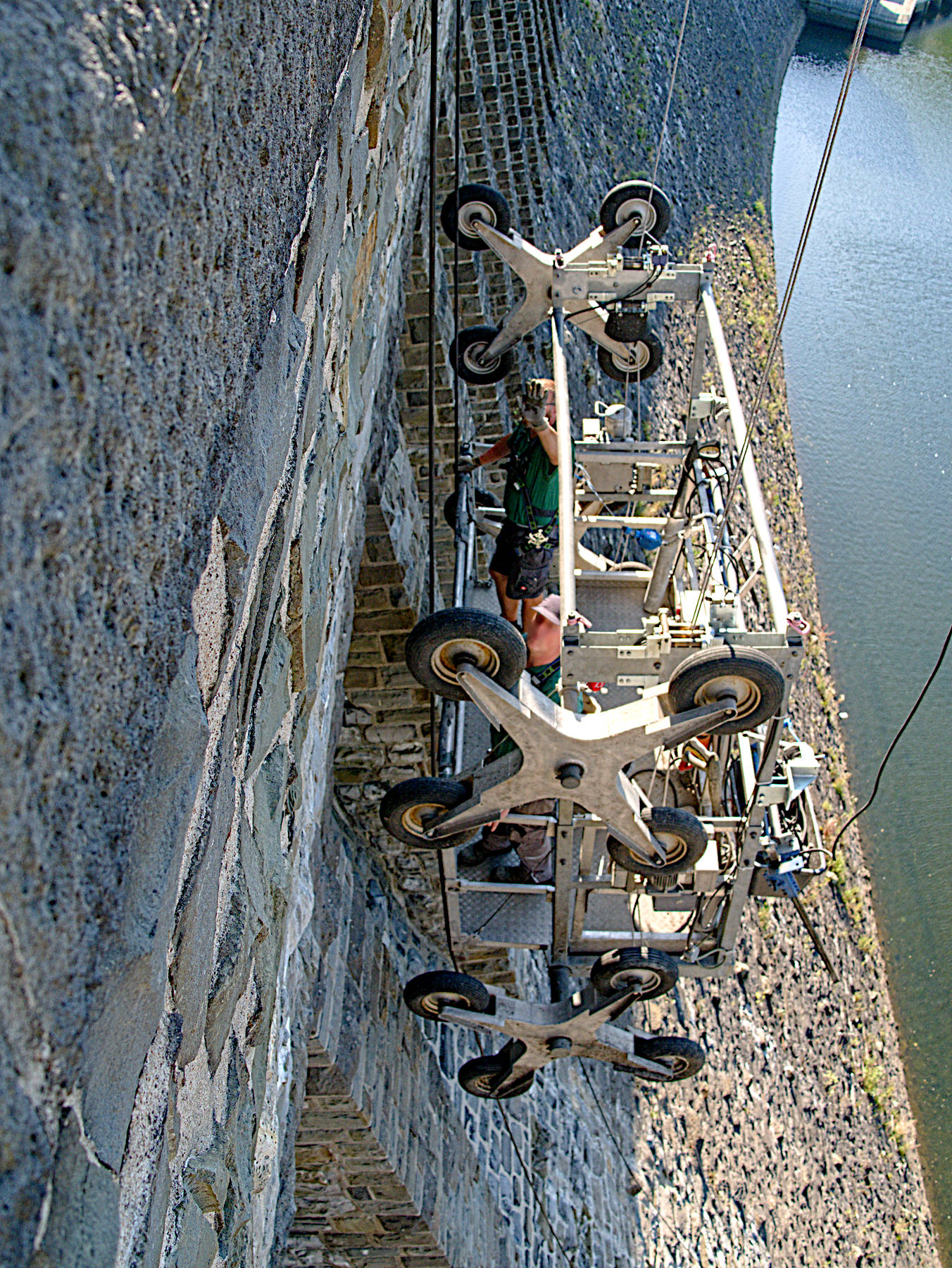
Revisionsarbeiten an der Staumauer

Von 1972 bis 1979 fand eine umfassende Sanierung der Möhnetalsperre statt. Durch Sprengungen legte man entlang der Gründungssohle der Staumauer einen Kontrollgang an, von dem aus die Mauer verpresst und mit Drainagebohrungen versehen wurde.
Durch die Hauptwindrichtung aus Westen wird der Stockumer Damm hauptbeckenseitig durch Wellenschlag stark beansprucht. Erosionsschäden führten 1982/83 zu einer Sanierungsmaßnahme, bei der eine neue schwere Steinschüttung aufgebracht wurde und die Krone einen Wellenabweiser erhielt.
Nach über 80 Jahren Betriebsdauer zeigten sich immer mehr großflächige Schäden an der rauen Maueroberfläche. Durch die Risse drang Wasser ins Mauerwerk, einsetzender Frost beschädigte Steine. In den entstandenen Hohlräumen sammelten sich Samen an, keimten und bildeten Baum- und Strauchwerk aus, welches mit seinen Wurzeln die Mauer weiter schädigte. Von 1992 bis 2000 wurden umfassende Sanierungsarbeiten an der etwa 2,5 Hektar umfassenden Luftseite vorgenommen. Da Stein- und Fugensanierungen nur im Sommerhalbjahr durchgeführt werden konnten, zog sich die Sanierung über acht Jahre hin.
Wie bei vielen anderen Stauseen finden sich unterhalb der Wasseroberfläche Relikte aus vergangenen Tagen. Im Spätsommer 2003 musste wegen Reparaturarbeiten an den Absperrschiebern des Hevevorbeckens der Wasserstand so weit abgesenkt werden, bis das Hevebecken vollständig entleert war. Zum Vorschein kam die alte Brücke mit der über sie verlaufenden Straße.

## Würdigung des Bauwerks
Seit 1985 steht die Möhnemauer unter Denkmalschutz und ist als Baudenkmal in die Denkmalliste der Gemeinde Möhnesee eingetragen.

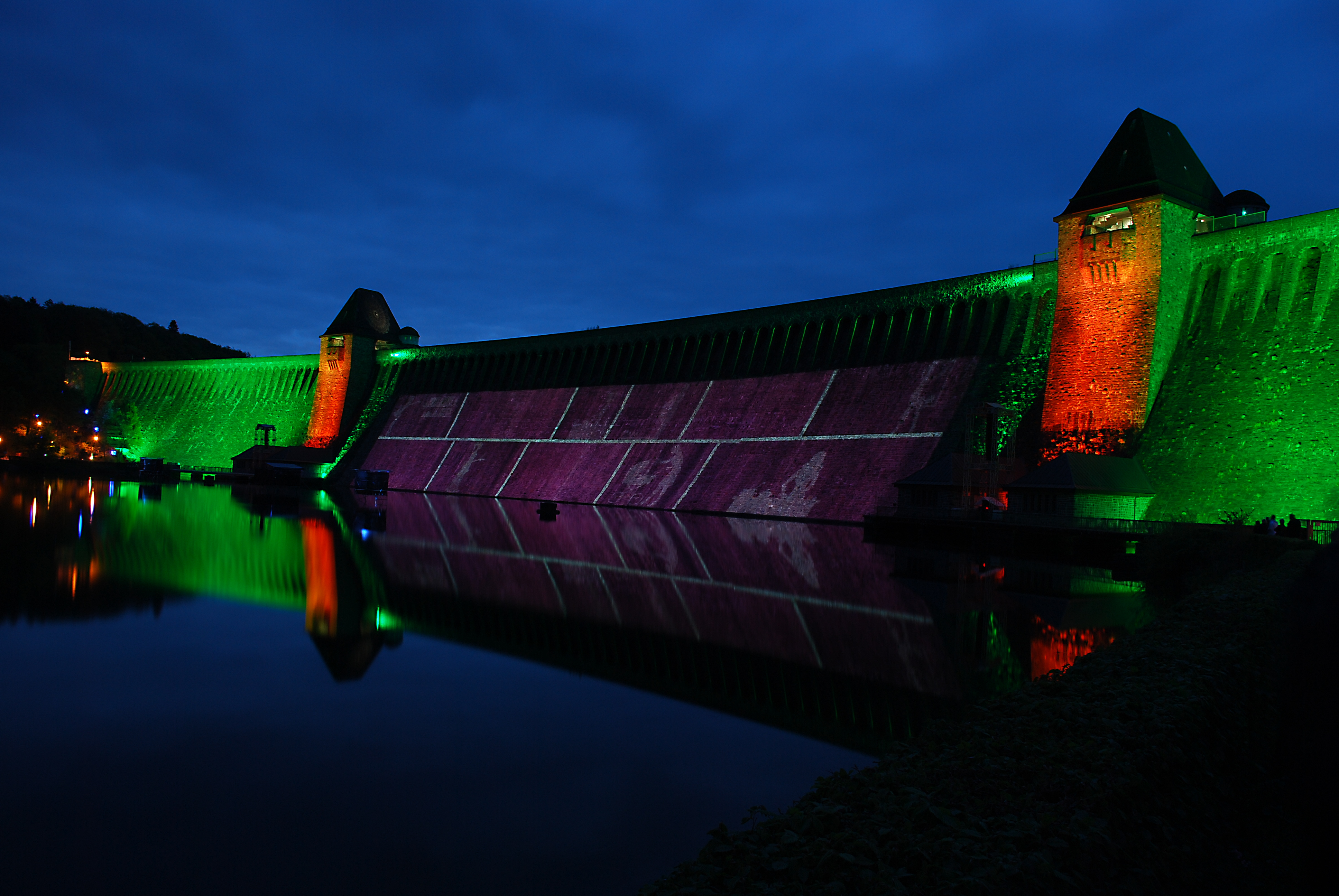
Jahrhundert-Leuchten 2013

Anlässlich des 100. Jahrestages der Vollendung der Talsperre im Jahre 1912 gab die Deutsche Post AG mit dem Erstausgabetag 4. April 2013 ein Sonderpostwertzeichen im Wert von 90 Eurocent mit Sonderstempeln und dem Text 100 Jahre Möhnetalsperre heraus. Der Entwurf stammt von den Grafikern Gerda M. und Horst F. Neumann aus Wuppertal.
2013 erscheint der Roman Nachtauge von Titus Müller, der die Geschichte des Ortes Neheim und die Flutkatastrophe aus der Perspektive historischer bzw. fiktiver Figuren realistisch, eindrucksvoll zum Leben erweckt und durch Lesungen vor Ort würdigt.
Unter dem Motto Jahrhundertleuchten wurden zum Jubiläum einen Monat lang rund um den Ausgleichsweiher eine Vielzahl von Lichtinstallationen ausgestellt. Zentrales Element war eine Videoinstallation, die auf 160 × 40 Meter der Bruchsteinoberfläche der Staumauer zwischen den Türmen mittels Dia- und Videoprojektoren 100 Jahre deutsche Geschichte mit dem Staudamm im Mittelpunkt zusammenfasste. Sie wurde von Britta und Wolfgang Flammersfeld erstellt.

## Markante Bauwerksteile

### Kanzelbrücke
Über den Einlaufbereich der Möhne in das Möhnevorbecken, westlich von Völlinghausen, steht die 1912 erbaute Kanzelbrücke. Seinen Namen verdankt das Bauwerk der Ausführung ihrer Brückenpfeiler, die eine gewisse Ähnlichkeit mit Kirchenkanzeln aufweisen – insgesamt gibt es 12 Kanzeln. Die Brücke besteht aus fünf Bögen und hat eine Gesamtlänge von 60 Metern. Im Zweiten Weltkrieg wurde sie stark beschädigt, 1953 wieder originalgetreu hergestellt. Die Brücke ist ein Ersatz für ein Vorgängerbauwerk mit drei gewölbten Steinbögen, welches bereits vor dem Bau des Stausees eine Überquerung der Möhne ermöglichte. Eigentümer des Bauwerks ist der Ruhrverband.

### Möhneseeturm
Oberhalb des Möhnesees steht etwa einen Kilometer südlich der über den Stausee führenden Körbecker Fußgängerbrücke der 42,5 Meter hohe Möhneseeturm. Der etwa 500.000 Euro teure Aussichtsturm wurde im Sommer und Herbst 2014 an exponierter Lage auf einer der höchsten Stellen nahe dem Möhnesee errichtet. Er wurde Mitte Dezember 2014 freigegeben; seine offizielle Eröffnung fand am 5. Mai 2015 statt. Direkt vorbei am Turm führen mit gemeinsamer Trasse der Rennweg und die Sauerland-Waldroute.
Von der Aussichtsplattform bieten sich Ausblicke auf den Stausee, viele Ortsteile der Gemeinde Möhnesee, auf Teile des Naturparks Arnsberger Wald und hinüber zum Höhenzug Haarstrang. An klaren Tagen reicht der Blick nach Norden weit in die Westfälische Bucht bis zum Teutoburger Wald und nach Süden bis zu den Höhen des Lennegebirges.

### Bismarckturm
Oberhalb des Ortsteils Delecke steht auf dem Haarstrang an der Kreuzung der B229 mit der B516 der Bismarckturm. Der 18 m hohe Turm diente im 2. Weltkrieg als Beobachtungsposten der deutschen Luftwaffe und in der Nachkriegszeit als Relaisstation für den Funkverkehr. Der denkmalgeschützte Turm kann besichtigt werden.

## Galerie

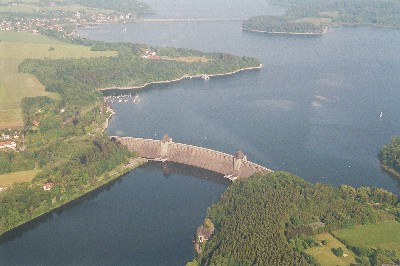
Aufnahme des Möhnesees und der Staumauer aus der Luft
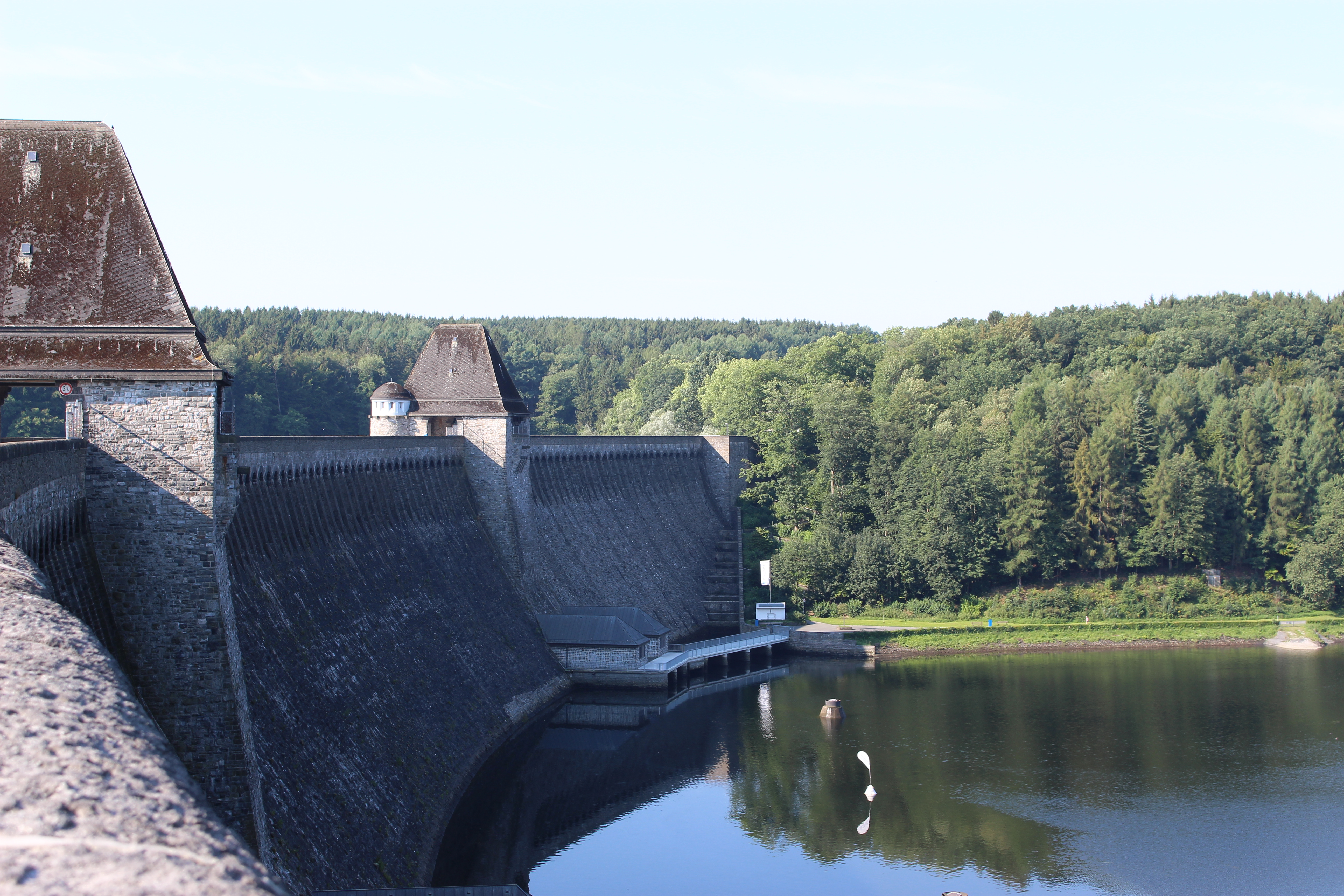
Möhnetalsperre im August 2015
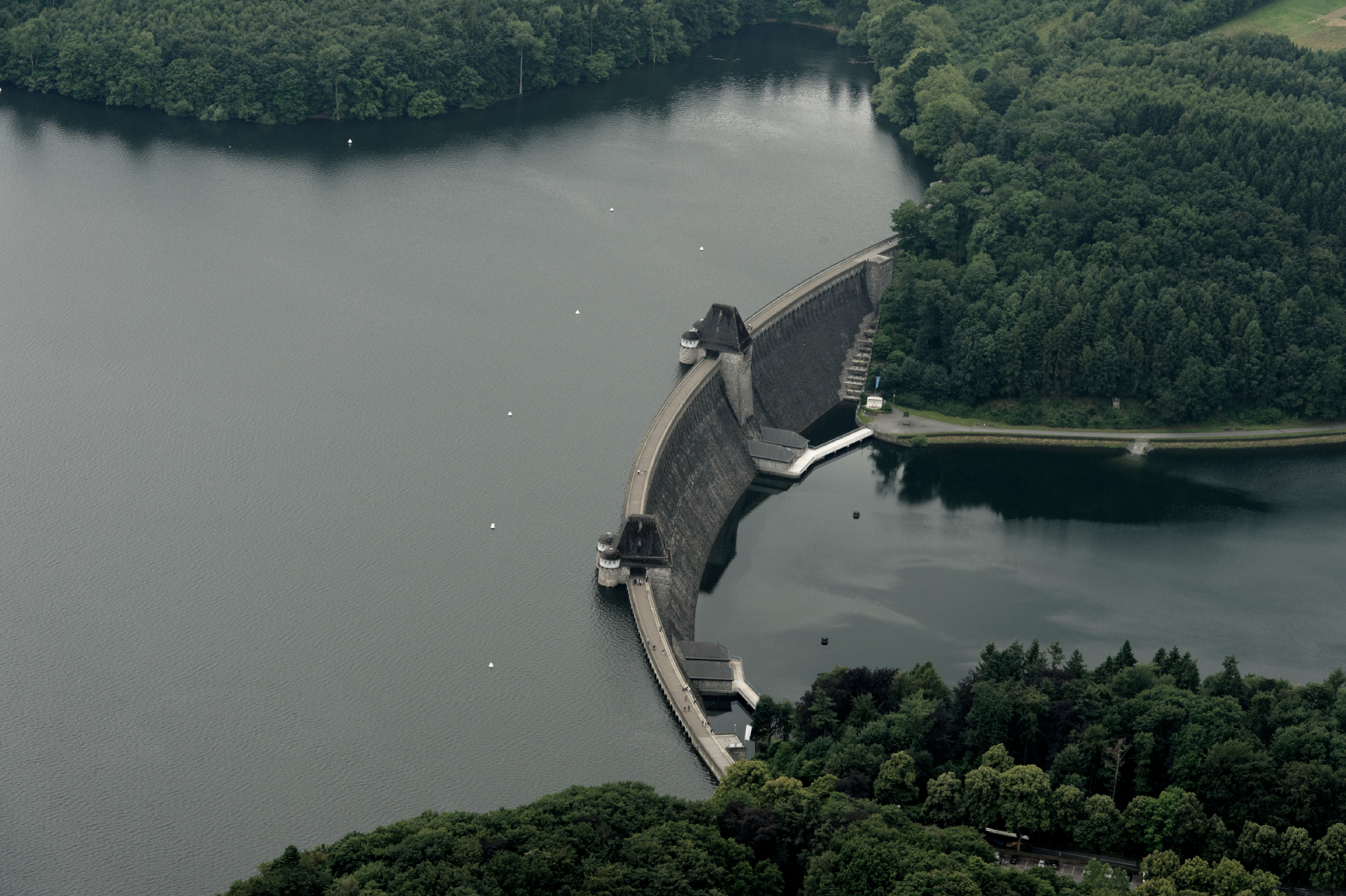
Möhnesee Staumauer 2014
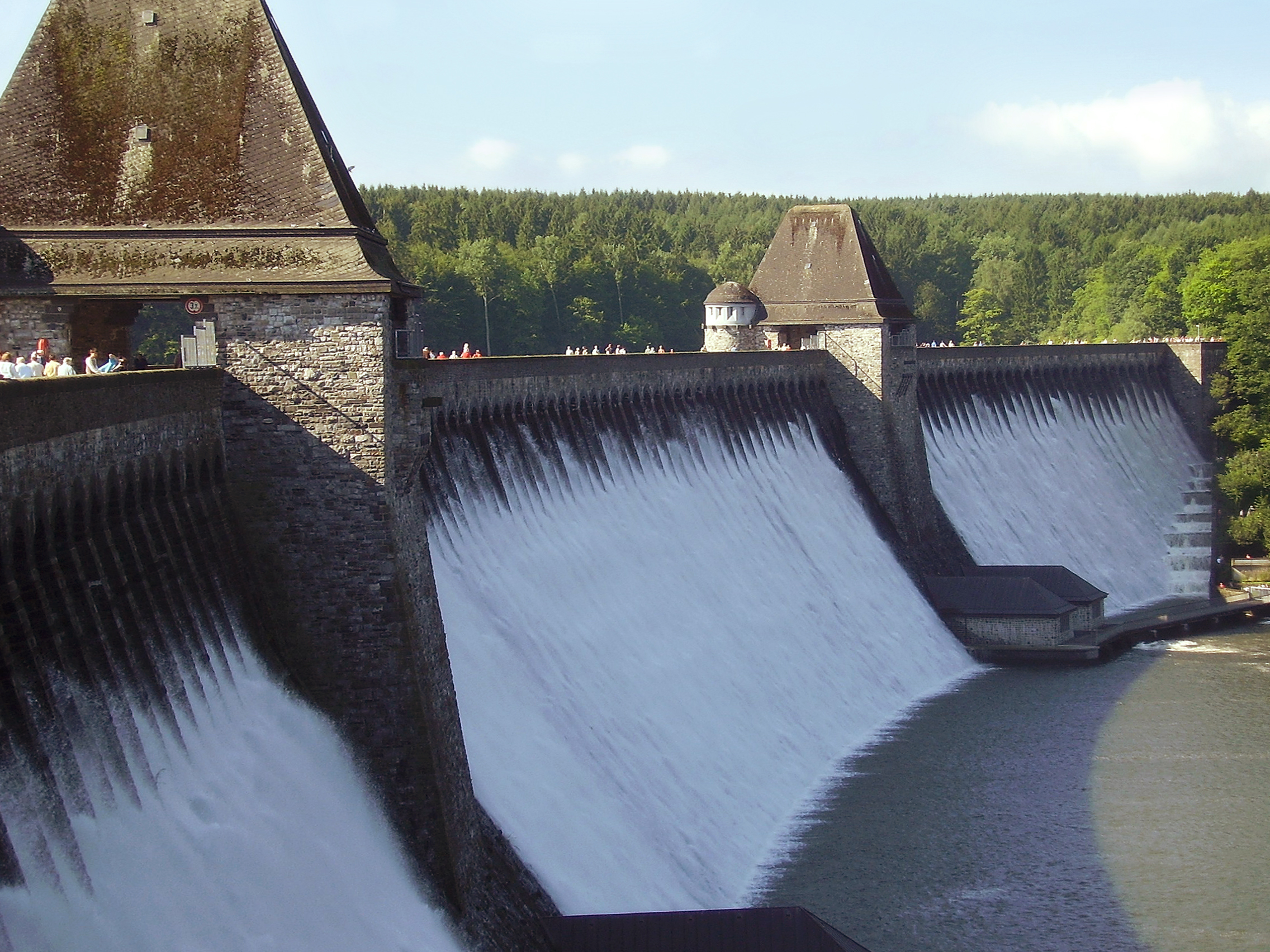
Überlauf der Talsperre 2007
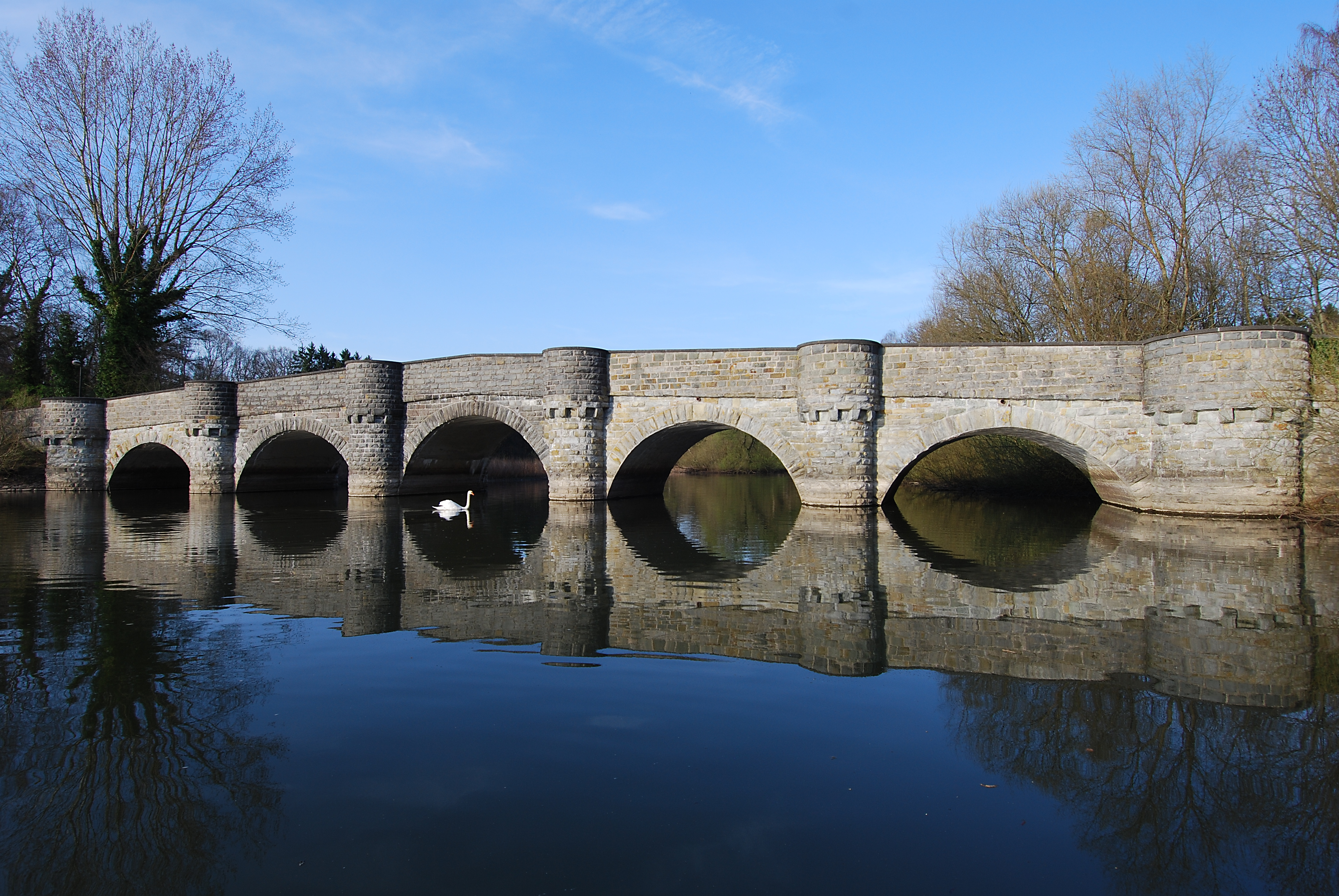
Kanzelbrücke
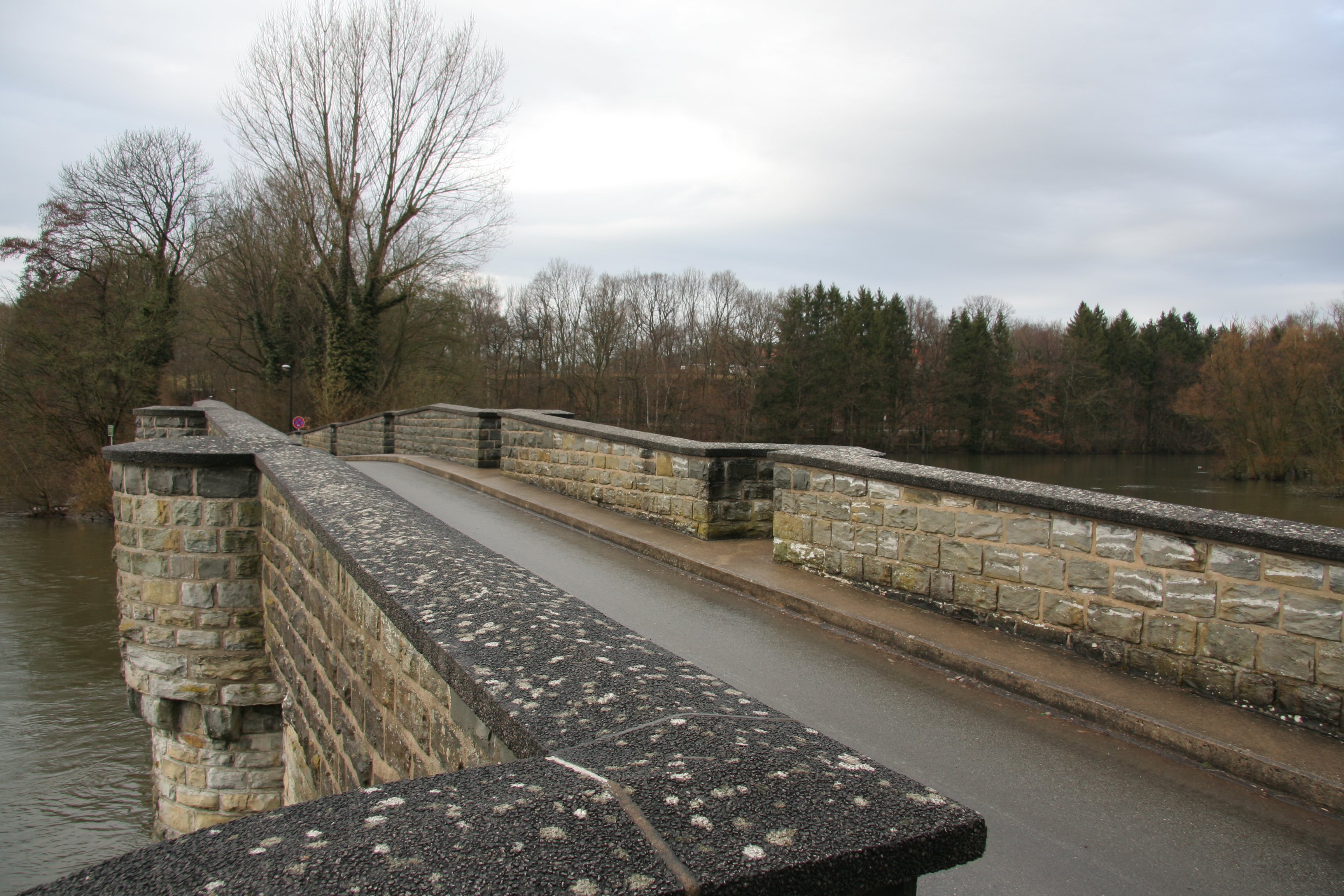
Kanzeln der Kanzelbrücke
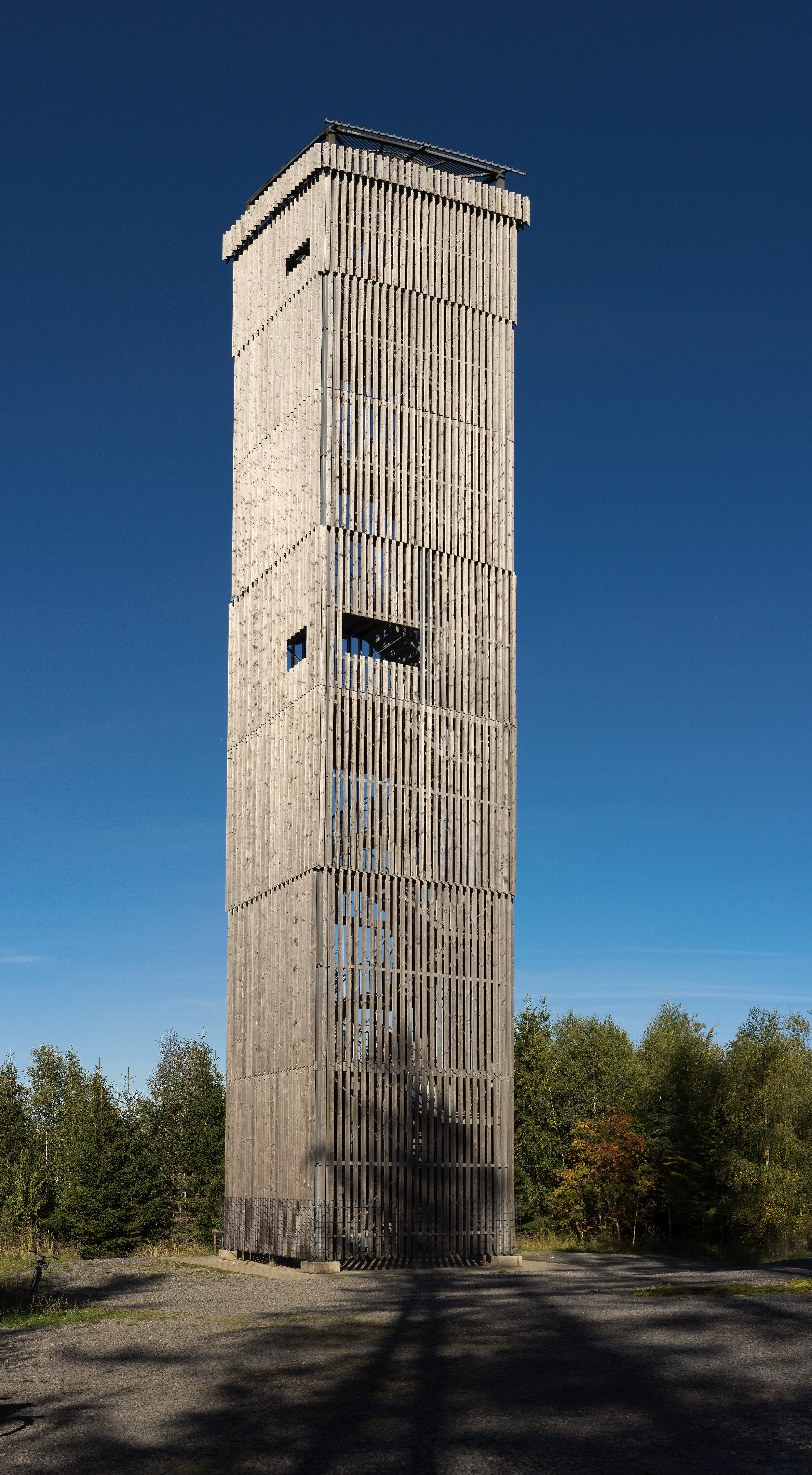
Möhneseeturm
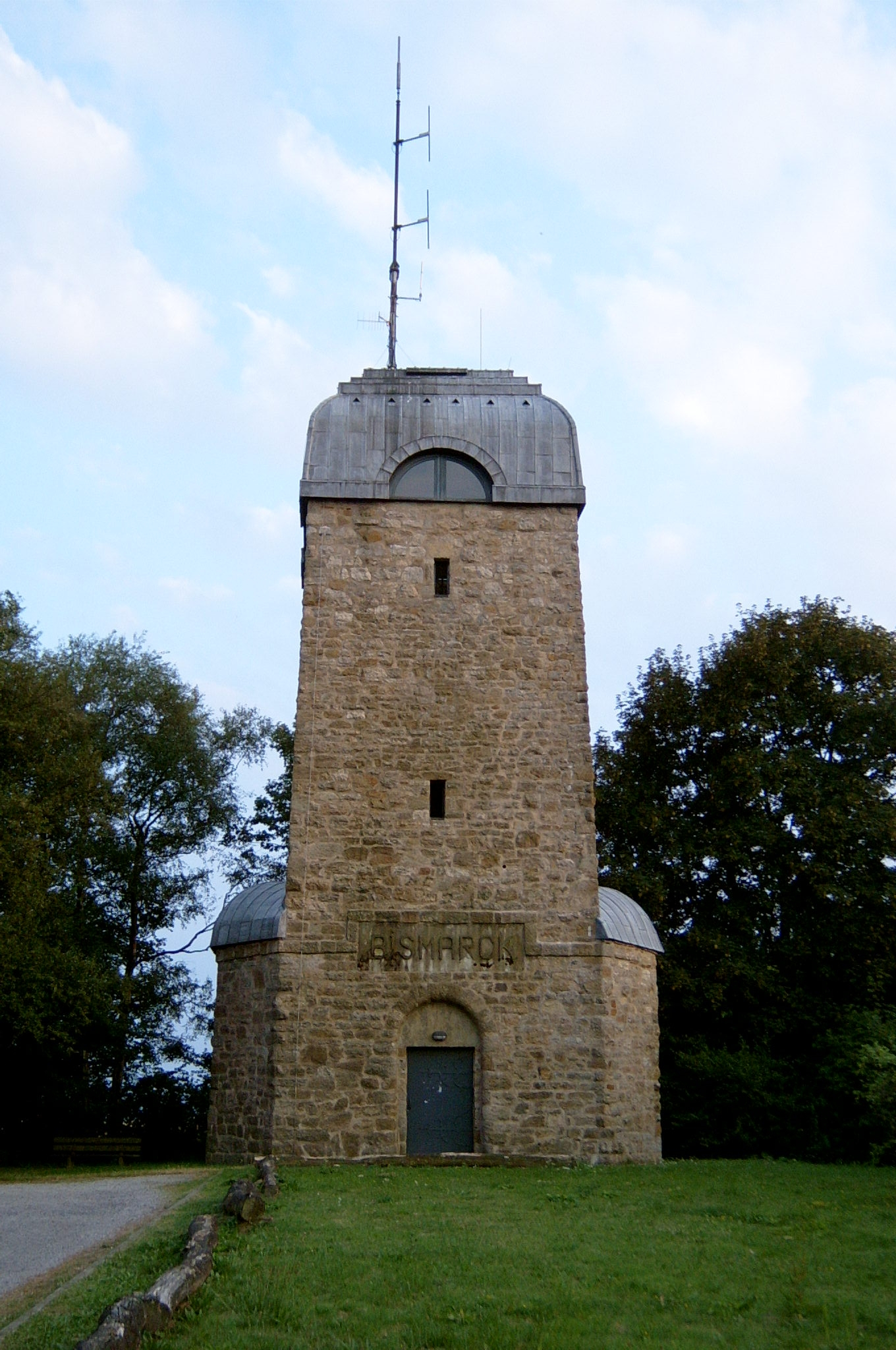
Bismarckturm

## Filme
- Geheimnis Möhnetalsperre, WDR-Film von Luzia Schmid (Ausgestrahlt am 24. Januar 2014, 20.15 Uhr) auf wdr.de – Teaser 1:40, Beschreibungen
- Orangenbaum: Geheimnis Möhnetalsperre – WDR-Doku auf youtube.com, veröffentlicht am 20. Februar 2015, Video
- Die Möhnetalsperre, 18-minütiger Film des Ruhrverbands zu Baugeschichte, Technik und Freizeitwert, auf youtube.com
- Mai 1943 – Die Zerstörung der Talsperren, britischer Kriegsfilm aus dem Jahr 1955, der die Zerstörung mehrerer deutscher Talsperren zum Thema hat.